# Thanvillé
Thanvillé [tɑ̃vile] est une commune française, située dans la circonscription administrative du Bas-Rhin et, depuis le 1er janvier 2021, dans le territoire de la Collectivité européenne d'Alsace, en région Grand Est.
Cette commune se trouve dans la région historique et culturelle d'Alsace (malgré son appartenance historiquement à la Lorraine) .

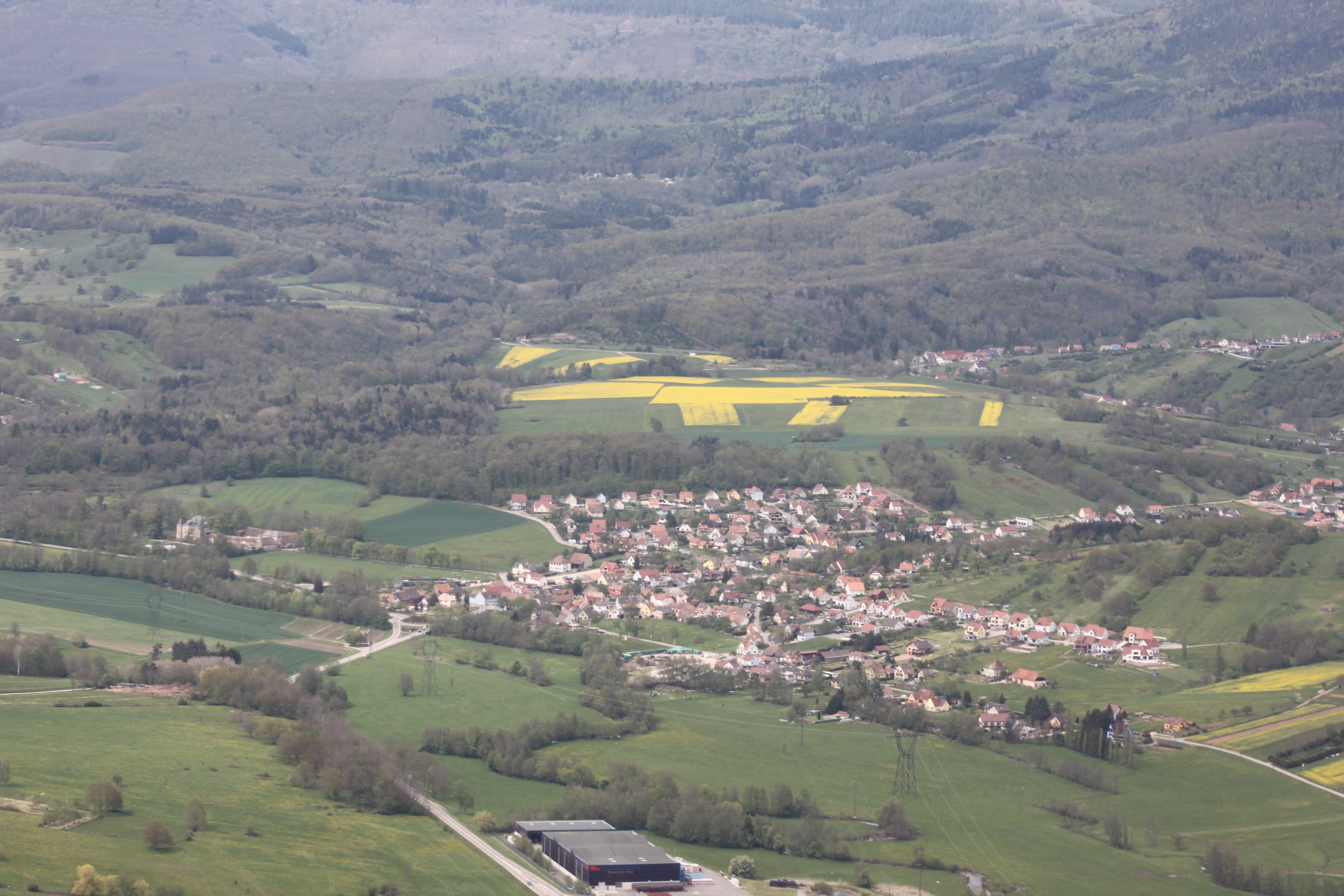
Prise de vue aérienne depuis un ULM des communes de Thanvillé et Saint-Pierre-Bois.

## Géographie

### Localisation
Thanvillé se situe à proximité de plusieurs villages : Saint-Maurice, Saint-Pierre-Bois, Villé, Neubois et Triembach-au-Val. Le village est proche de l'autoroute A35 qui permet de relier Strasbourg, Sélestat, Colmar, Mulhouse et Belfort. Elle est la première localité traversée par la route de Sélestat (à 11 kilomètres de Sélestat et à 5 kilomètres de Villé). Thanvillé se situe sur la rive gauche du Giessen sur une surface de 191 ha seulement. À l'image de Saint-Maurice, le ban communal s'est installé sur un interfluve limité :
- au sud-ouest par la vallée alluviale du Giessen, rétrécie dans ce secteur par le pointement ganitique du Petit Hollé ;
- au nord-ouest, par le vallon du Dumpfenbach qui marque la limite avec Saint-Maurice ;
- au sud-ouest et au nord-est par le vallon de Saint-Pierre-Bois peu pentu qui atteint 300 m d'altitude à la « Oberheid ».

Le village est installé à l'intersection de l'ancienne route du sel et du vallon de Saint-Pierre-Bois, peu avant le confluent du ruisseau du Giessen. La commune de Thanvillé compte quelques maisons situées dans l'agglomération de Saint-Maurice et une partie de l'agglomération de Saint-Pierre-Bois (rive droite du ruisseau) dont l'église qui se trouve ainsi singulièrement excentrée. Les habitants de Thanvillé s'appellent les Thanviléens.

### Communes limitrophes
| Saint-Maurice      |           | Saint-Pierre-Bois |
| Neuve-Église       | Thanvillé |                   |
| Dieffenbach-au-Val | Neubois   |                   |

### Hydrographie

#### Réseau hydrographique
La commune est dans le bassin versant du Rhin au sein du bassin Rhin-Meuse. Elle est drainée par le Giessen, le ruisseau Langenthal, le ruisseau Dumpfenbach et le ruisseau l'Estergott,.
Le Giessen, d'une longueur de 34 km, prend sa source dans la commune de Urbeis et se jette  dans l'Ill à Ebersmunster, après avoir traversé 18 communes. Les caractéristiques hydrologiques du Giessen sont données par la station hydrologique située sur la commune. Le débit moyen mensuel est de 1,39 m3/s. Le débit moyen journalier maximum est de 30 m3/s, atteint lors de la crue du 15 février 1990. Le débit instantané maximal est quant à lui de 31,6 m3/s, atteint le même jour.

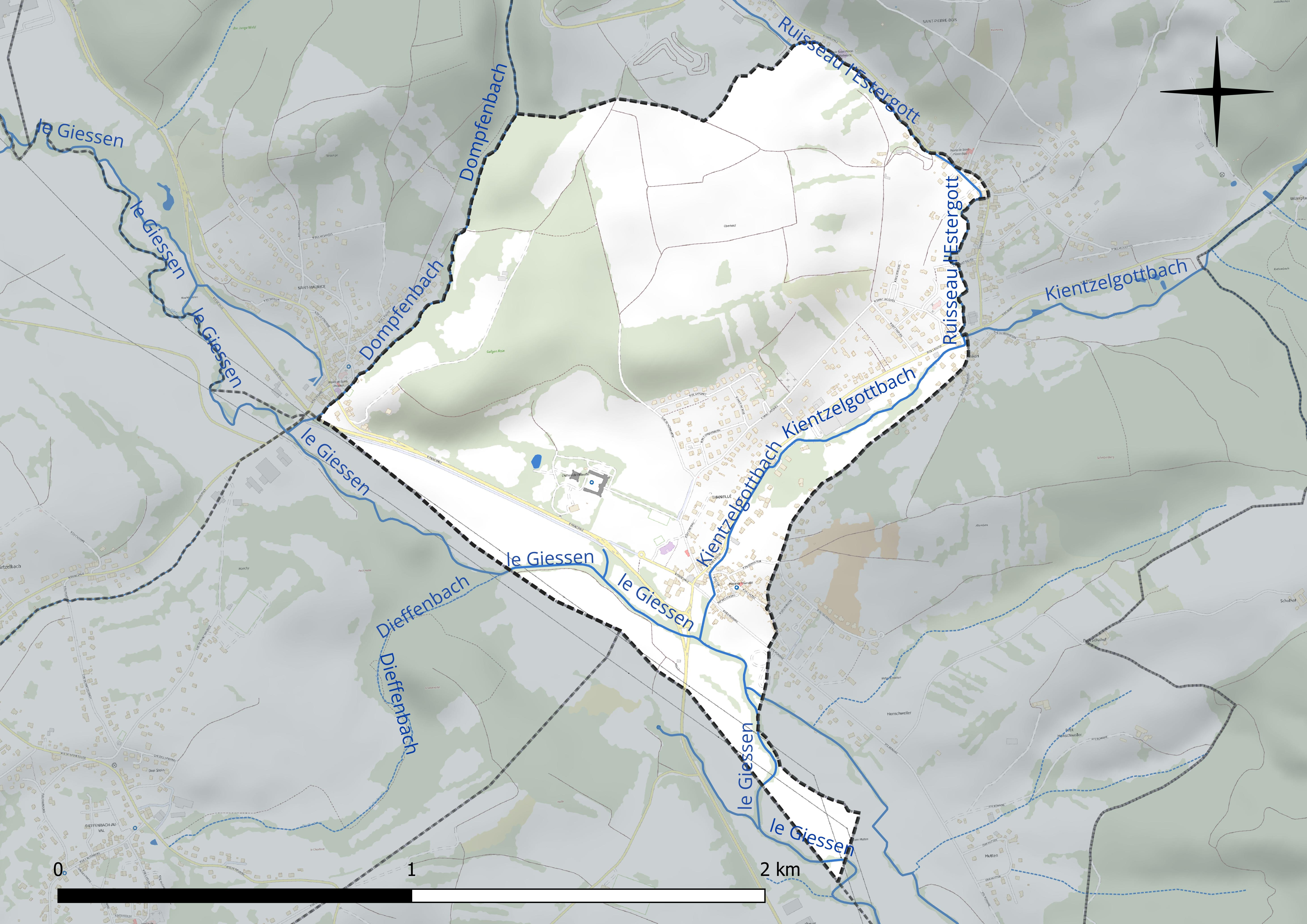
Réseau hydrographique de Thanvillé.

#### Gestion et qualité des eaux
Le territoire communal est couvert par le schéma d'aménagement et de gestion des eaux (SAGE) « Giessen Liepvrette ». Ce document de planification concerne les bassins versants du Giessen et de la Lièpvrette. Son périmètre s’étend sur 317 km2. Il a été approuvé le 13 avril 2016. La structure porteuse de l'élaboration et de la mise en œuvre est le Syndicat des eaux et de l'assainissement Alsace Moselle.
La qualité des cours d’eau peut être consultée sur un site dédié géré par les agences de l’eau et l’Agence française pour la biodiversité.

### Climat
Pour des articles plus généraux, voir Climat du Grand Est et Climat du Bas-Rhin.
En 2010, le climat de la commune est de type climat des marges montargnardes, selon une étude du Centre national de la recherche scientifique s'appuyant sur une série de données couvrant la période 1971-2000. En 2020, Météo-France publie une typologie des climats de la France métropolitaine dans laquelle la commune est exposée à un climat semi-continental et est dans la région climatique  Vosges, caractérisée par une pluviométrie très élevée (1 500 à 2 000 mm/an) en toutes saisons et un hiver rude (moins de 1 °C).
Pour la période 1971-2000, la température annuelle moyenne est de 10,4 °C, avec une amplitude thermique annuelle de 17,7 °C. Le cumul annuel moyen de précipitations est de 735 mm, avec 9,1 jours de précipitations en janvier et 10,3 jours en juillet. Pour la période 1991-2020, la température moyenne annuelle observée sur la station météorologique de Météo-France la plus proche, « Villé », sur la commune de Villé à 4 km à vol d'oiseau, est de 11,3 °C et le cumul annuel moyen de précipitations est de 957,7 mm. 
La température maximale relevée sur cette station est de 39,5 °C, atteinte le 13 août 2003 ; la température minimale est de −19 °C, atteinte le 7 février 1991,,.
Les paramètres climatiques de la commune ont été estimés pour le milieu du siècle (2041-2070) selon différents scénarios d'émission de gaz à effet de serre à partir des nouvelles projections climatiques de référence DRIAS-2020. Ils sont consultables sur un site dédié publié par Météo-France en novembre 2022.

## Urbanisme

### Typologie
Au 1er janvier 2024, Thanvillé est catégorisée bourg rural, selon la nouvelle grille communale de densité à sept niveaux définie par l'Insee en 2022.
Elle est située hors unité urbaine. Par ailleurs la commune fait partie de l'aire d'attraction de Sélestat, dont elle est une commune de la couronne,. Cette aire, qui regroupe 37 communes, est catégorisée dans les aires de 50 000 à moins de 200 000 habitants,.

### Occupation des sols
L'occupation des sols de la commune, telle qu'elle ressort de la base de données européenne d’occupation biophysique des sols Corine Land Cover (CLC), est marquée par l'importance des territoires agricoles (64,5 % en 2018), en diminution par rapport à 1990 (65,6 %). La répartition détaillée en 2018 est la suivante : zones agricoles hétérogènes (38,3 %), prairies (26,1 %), zones urbanisées (19,7 %), forêts (15,8 %). L'évolution de l’occupation des sols de la commune et de ses infrastructures peut être observée sur les différentes représentations cartographiques du territoire : la carte de Cassini (XVIIIe siècle), la carte d'état-major (1820-1866) et les cartes ou photos aériennes de l'IGN pour la période actuelle (1950 à aujourd'hui).

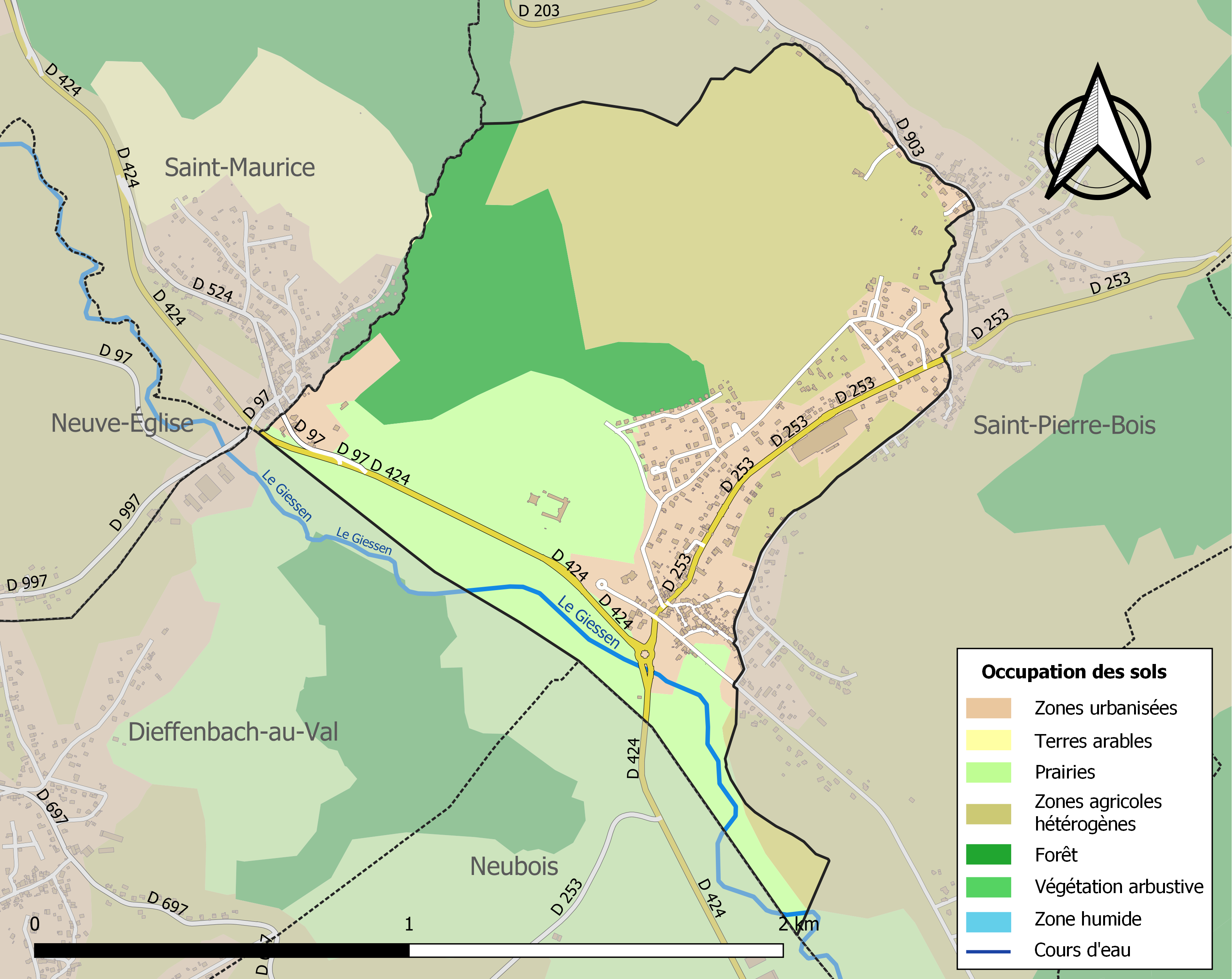
Carte des infrastructures et de l'occupation des sols de la commune en 2018 (CLC).

## Toponymie
Le village est mentionné sous la forme Dannwiller dès le Xe siècle, Tanwilre dans un diplôme de 1022, puis sous les formes Dannwilre au XIIe siècle, Tanwilare en 1138, Tanviller régulièrement jusqu'au XIXe siècle, Tanvillé dans le contrat de vente de Lort-Dartein en 1786, Charles-Hermine signe Dartein de Thanviller en 1810. La graphie actuelle Thanvillé n'apparaît qu'à partir du XVIIe siècle, le village est noté Tanvillé sur la carte de Cassini au XVIIIe siècle. Dans les documents administratifs en allemand d'avant 1870, comme certains actes d'état civil le nom de la commune est Tannweiler ou Thannweiler. De 1871 à 1918 et de 1940 à 1944, sous l'occupation allemande, les documents administratifs portent à nouveau le nom de Tannweiler.[réf. nécessaire]
Thanvillé doit son nom à l'allemand Tannweiler[Information douteuse] et au nom alsacien de Danwiller. Le nom vient du mot allemand Tanne (sapin)[réf. nécessaire] et du mot willer, appellatif toponymique suffixé, d'origine romane villare qui dérive de villa et signifie « métairie, ferme ».

## Histoire

### La vallée est habitée dès l'époque la plus reculée
La présence des vestiges qui furent découverts prouve que la vallée fut habitée dès la plus haute Antiquité[réf. nécessaire]. Les Romains s'y étaient fixés sur l'emplacement même où se trouve aujourd'hui Thanvillé. Il y avait vraisemblablement quelques pauvres habitations placées au bord de la chaussée, et occupées par les gens chargés de son entretien. Elles étaient certainement peu importantes.
Ces constructions durent être ruinées au Ve siècle, en même temps que tous les établissements romains en Alsace[réf. nécessaire]. Les invasions successives des Vandales, des Burgondes, des Alamans, des Huns firent de la plaine du Rhin un monceau de ruines, des Vosges un désert[réf. nécessaire]. Aussi ces montagnes devinrent-elles le refuge des hommes pieux qui désiraient se retirer du monde. À partir du VIIe siècle plusieurs ermites vinrent s'établir dans cette Thébaïde ; la réputation de leurs vertus ne tarda pas à leur attirer des disciples, et bientôt un monastère s'éleva non loin, à Honcourt.
Parmi ces religieux, on trouvait saint Hydulphe, évêque de Trèves. Il quitta sa région pour se retirer auprès de son ami, saint Déodat, fondateur du monastère de Jointures (Saint-Dié) au Val de Galilée. Saint Hydulphe s'établit ensuite près de Raon-l'Étape et y construisit un monastère placé entre les moutiers de Senones et Étival. C'est à cette situation qu'il dut le nom de Moyenmoutier.
À cette époque l'Alsace ne faisait plus partie du royaume d'Austrasie, mais formait un duché. Le plus célèbre de ces ducs fut Etichon nommé également Atticus. Ce personnage que la légende prétend fils d'un maire du palais, est la souche de plusieurs maisons royales : entre autres, les Habsbourg, la maison de Lorraine, la maison de Bade, les comtes de Flandres. Etichon était fort puissant, il possédait de vastes domaines parmi lesquelles le Val de Villé[réf. nécessaire], et une partie du Val de Lièpvre. Sa résidence habituelle se trouvait non loin de là, soit à sa villa d'Obernai, soit à son château d'Hohenbourg. Etichon favorisa, entre autres le monastère de Moyenmoutier qui reçut des terres autour de Thanvillé. Saint Hildulphe envoya des religieux dans ses nouvelles possessions, et y fit bâtir un monastère dédié à saint Pierre. Selon toute probabilité ce monastère devait se trouver sur l'emplacement de l'église actuelle de Saint-Pierre-Bois. Peu après, à la même époque, c'est-à-dire vers 667, d'autres biens, également situés près de Thanvillé, furent donnés à l'abbaye d'Ebersmunster. Ces biens se composaient de près, champs et bois. Les biens qu'Etichon octroya à Ebersmunster furent considérables, ils s'étendaient de Stotzheim à Kintzheim et Scherwiller. Dans le Val de Villé, ils devaient comprendre à peu près les territoires actuels de Hohwarth, Saint-Pierre-Bois, Saint-Maurice, les Hütten, Thanvillé et Hundswiller.

### Un village construit sur l'ancienneroute du Sel
Le village se trouve sur une ancienne route du Sel, voie de communication importante qui reliait jadis les salines de Lorraine (Marsal...) aux pays germaniques. À l'époque où les Romains occupèrent l'Alsace, ils construisirent une route qui partait d'Ebersmunster, passait par Scherwiller, traversait le val de Villé et conduisait en Lorraine par Saales, le ban de Sapt et Raon-l'Étape. Cette voie romaine, dont on voyait encore des traces en Lorraine, suivait le tracé de la vieille route de Scherwiller à Thanvillé et celui de la route actuelle de Villé à Saales, par Steige. Elle portait le nom de chaussée de Sarmates, c'est du moins ainsi qu'elle est désignée dans les diplômes datés de 661 et 949. Plus tard, la route s'appela « route des Saulniers », parce qu'elle était surtout fréquentée par les gens qui venaient d'Alsace chercher du sel en Lorraine. Non loin de cette route, ainsi que sur le territoire de Thanvillé, on a découvert à plusieurs reprises des monnaies, des débris de tuiles et de poteries romaines. La découverte de tous ces vestiges prouve en tout cas que la vallée fut habitée dès l'époque la plus reculée. Les noms en willer passent pour anciens ; les premières localités se terminant par ce suffixe remontent aux VIIe et VIIIe siècles. On peut donc raisonnablement supposer que des gens se sont installés le long de cette route, dès le Haut Moyen Âge. Mais à ce jour, ni les documents écrits connus, ni les traces sur le terrain, ne permettent de préciser la date de cette implantation.

### La région est une possession des ducs d'Alsace
Le Val de Villé ayant été donné par le duc d'Alsace Etichon à saint Hydulphe, fondateur de l'abbaye de Moyenmoutier au diocèse de Toul, en reconnaissance de ce qu'il avait rendu la vue à sainte Odile, fille du duc, un prieuré du couvent fut établi à Hohwarth, à une petite distance de Thanvillé, qui n'était alors qu'un hameau (villula). Mais par la suite, le duc de Lorraine s'étant fait adjuger par le roi Lothaire l'advocatie de l'abbaye, s'appropria les biens qu'elle possédait dans le Val de Villé. L'empereur Henri II dépouilla plus tard les princes lorrains des domaines usurpés et en détacha Thanvillé qu'il donna au monastère d'Ebersheim.

### AuXesiècleThanvillé appartient au duc deLorraine
D'après un document de la chronique d'Ebersmunster établit au XIIe siècle qui se trouve être la source la plus ancienne, sous le règne de Otton Ier le premier empereur du Saint-Empire romain germanique en 962, le domaine de Thanvillé appartenait à un noble lorrain. Par le fait de sa dépendance avec Moyenmoutier, Thanvillé dépendit de la Lorraine. En 864, le duc de Lorraine, voué de Moyenmoutier, s'étant fait adjuger par le roi Lothaire l'advocatie de l'abbaye, s'appropria les biens qu'elle possédait dans le Val de Villé qui confisqua 1511 familles de serfs qui faisaient la fortune de cette abbaye; il s'empara en même temps de tous les prieurés et domaines qui en dépendaient. Thanvillé fut probablement confisqué avec les autres prieurés. Tous les religieux se réfugièrent à la maison-mère. Privés de la plus grande partie de leurs revenus, ils y végétèrent misérablement jusque vers 896. À cette époque Zwentibold, fils naturel de l'empereur Arnould[Lequel ?], ayant voulu leur imposer des abbés laïcs, les religieux quittèrent la Lorraine et allèrent s'établir à Bergheim en Alsace. Ce ne fut qu'en 959  que le duc de Lorraine, Frédéric, les rétablit à Moyenmoutier et leur rendit une partie des biens aliénés. Plus heureuse, l'abbaye d'Ebersmunster conserva les biens qu'elle possédait à Thanvillé. Vers 994 elle obtint de Widerolphe, évêque de Strasbourg, la confirmation de possession des terres que le duc Etichon lui avait autrefois données à Danewilre. le diplôme de Wilderolphe est important, c'est le titre le plus ancien où il soit question de Thanvillé, dont jusqu'alors on ne trouve mention que dans les chroniques. Des nouvelles confirmations furent accordées la même année par l'empereur Othon III et en 1022 par l'empereur Henri II. Ce dernier reconnut à l'abbaye d'Ebersmunster la possession de « la chapelle dédiée à saint Maurice, située près de Thanvillé, avec les rentes et dépendances de cet alleu ».
En 1042, une nouvelle confirmation fut accordée par l'évêque de Strasbourg, Wilhelm[Lequel ?]. Pendant ce temps l'abbaye de Moyenmoutier était toujours dans une situation assez précaire. Ce ne fut qu'en 1039 que l'abbé Lambert, par une sage administration, rendit au monastère une partie de son ancienne prospérité. Il parvint à lui faire restituer une grande partie des biens qui lui avaient été enlevés, notamment ceux qu'il possédaient en Alsace. Tous ces changements de propriétaires n'avaient pas été favorables à la prospérité de Thanvillé. Dans l'acte de 1022, cité plus haut, cette localité est qualifiée de villula, c'est-à-dire petite exploitation rurale. À cette époque l'abbaye d'Ebersmunster possède encore la moitié  du territoire avec la chapelle de Saint-Maurice. L'autre moitié, qui correspond à l'actuelle Thanvillé, Saint-Pierre-Bois et Hohwarth était donnée à l'abbaye de Moyenmoutier. Cependant aucune allusion n'est faite quant au village de Thanvillé. Les autres documents du XIIe siècle ne parlent que du « domaine » ou de « château ».

### Le village change souvent de propriétaire
À partir du XVe siècle le village change souvent de propriétaire; c'est à partir du XVe siècle que l'on trouve une allusion au nom du village: en 1419, à la mort de Hans Schwarber, « das dorff Danwilre » passe comme fief lorrain aux Rathsamhausen de Kintzheim. En 1481 le village passe aux mains des Bechtold Schönmans ... qui le vend quelques années plus tard à Caspard Von Mörsberg (= de Morimont) noble sundgauvien et Landvogt, c'est-à-dire bailli provincial des Habsbourg en Alsace. En 1492, c'est au tour des Hattstatt d'acquérir "Tanviller"; ils le revendent en 1540 au duc Antoine de Lorraine, celui qui a participé au massacre des paysans d'Alsace en 1525 à Scherwiller, qui le cède en fief à Jean de Widranges.

### Les conflits
Les habitants vont souffrir du passage obligé des soldats au moment des conflits. C'est ainsi qu'en 1571 ils sont victimes du différend qui éclate entre Olry, fils et héritier de Jean de Widranges, et son voisin Nicolas de Bollwiller de la seigneurie de Villé; ils assistent impuissants, à l'incendie de leur village. En 1633 ils subissent les exactions des Suédois au moment de la guerre de Trente Ans. Il ne reste que quatre foyers en 1648. Le village se repeuple lentement

### La période révolutionnaire
Au cours de la Révolution, les biens de la famille des Dartein, propriétaires depuis peu du château de Thanvillé, sont vendus aux enchères. La famille est dépossédée de ses droits féodaux, notamment celui de rendre la justice. Sur la colline derrière le château, à proximité du village de Saint-Maurice, se dressait le gibet de la juridiction lorraine du bailliage de Saint-Dié. La seigneurie de Thanvillé demeure une enclave lorraine jusqu'en 1766, année où la Lorraine est rattachée à la France. Cette potence est mentionnée sur la carte Cassini du milieu du XVIIIe siècle par le terme « justice ». Le vicomte Théodore de Castex fait ériger en 1895, une statue de la Vierge à l'emplacement du sinistre gibet. Désormais, la justice est rendue par le village qui fait également élire le conseil municipal et le maire. Joseph Schillinger est le premier maire à accéder à cette charge. Le maire s'établit à côté de l'église et partage avec l'école, un bâtiment du XVIIIe siècle.

### La première école du village

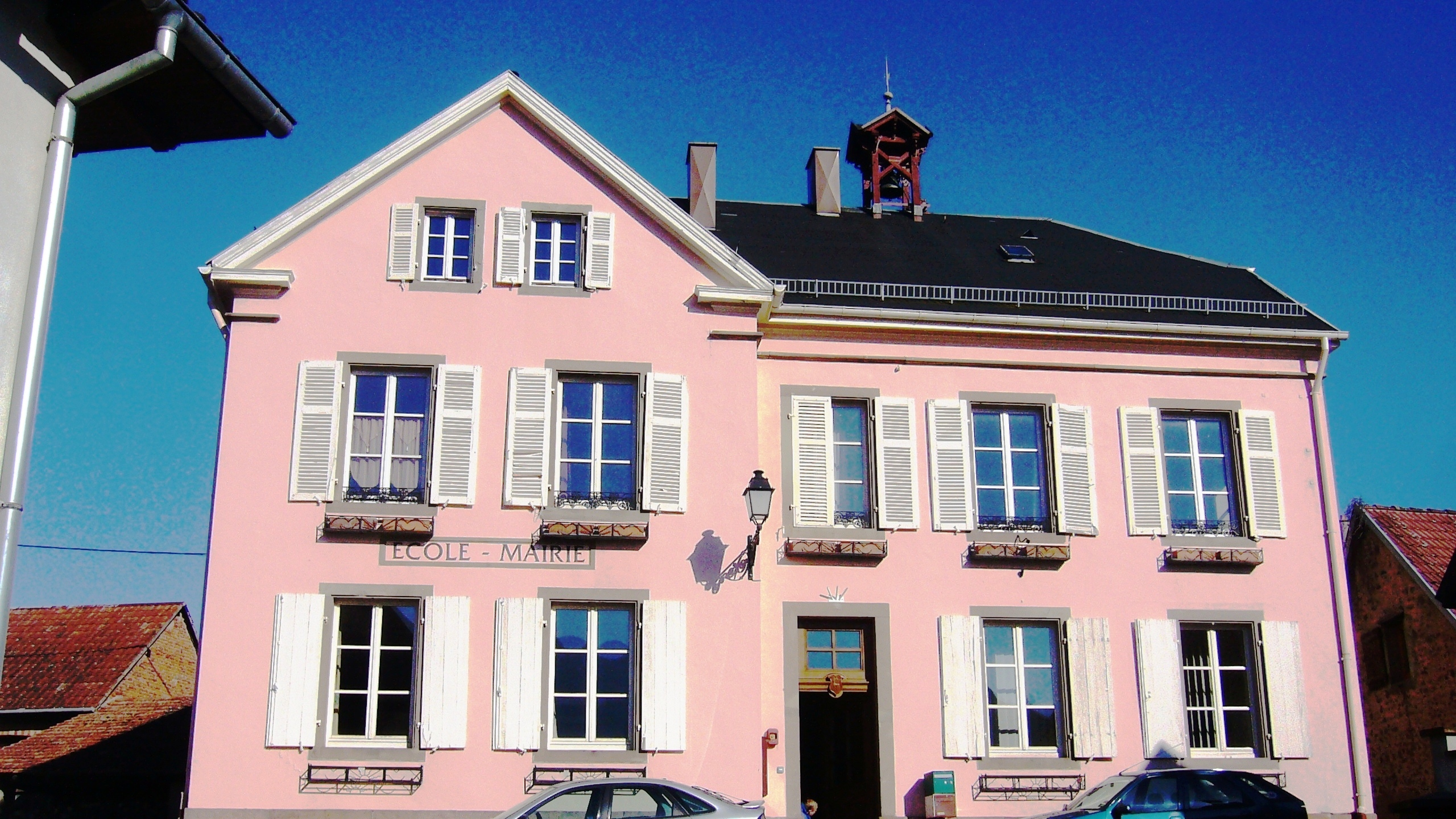
La mairie-école de Thanvillé.

Thanvillé possède, depuis 1706, une des premières écoles de la vallée. C'est le châtelain qui rétribue lui-même l'instituteur. En 1878, une nouvelle école est construite au centre du village qui abrite également la mairie. L'ancienne école était trop éloignée du centre du village. Le nouveau bâtiment est coiffé d'un clocheton dont la petite cloche est dénommée, dans le langage populaire Schulglöcklein. Elle est dédiée aux douze Apôtres dont les statuettes sont coulées dans la masse. Elle remplace souvent celle de l'église trop éloignée et annonce les évènements civils et religieux.
Le village bénéficie parfois au XIXe siècle, de certaines aides à de la famille de Dartein-Castex, mais la localité connaît, comme le reste de la vallée, la surpopulation (448 habitants en 1836) et son cortège de misères : sous-nutrition entraînant les maladies et l'exode rural.

### L'édification de la première paroisse
En 1719, la châtelaine, madame de Coqfontaine, obtient l'autorisation d'ériger Thanvillé en paroisse. F.M. Sprentz en devient le premier curé. La même année, la chapelle dédiée à saint Jacques est agrandie. Un presbytère est construit en 1724. À la fin du siècle (1784) est édifiée l'église actuelle sur le même emplacement que l'ancienne chapelle devenue trop petite pour une population qui ne cesse d'augmenter. Ces travaux sont réalisés à la fin du ministère du curé Gonand, avec le soutien financier du châtelain, Charles de Lort de Saint-Victor.

## Les périodes de guerre

### Le combat de Thanvillé en 1870
Le 17 août 1870, durant la guerre franco-allemande, 230 dragons badois viennent en reconnaissance dans le Val de Villé et bivouaquent dans les prés entre le Giessen et le château de Thanvillé. Le vicomte Théodore de Castex en informe le commandement de la ville fortifiée de Sélestat. Un groupe de 45 mobiles originaires du Val de Villé mené par le capitaine Stouvenot se dirige alors sur Thanvillé et attaque, par surprise, le campement ennemi avant de se retirer à Sélestat. Les cavaliers badois, se croyant attaqués par des francs-tireurs, se vengent en pillant le château, en emprisonnant de nombreux habitants et surtout, en sabrant sur leur passage 14 personnes innocentes. Le 30 octobre 1932, le Souvenir français fait ériger un monument entre Neuve-Église et Villé, en mémoire des victimes. Les nazis le démolissent en 1940. Un nouveau monument a été érigé récemment au cimetière de Neuve-Église. Une grande peinture à l'huile représentant ce combat a été offerte par M. de Castex à la commune de Thanvillé en 1982, qui fut ensuite restaurée par François Kern. Cette peinture est exposée à la mairie.
Les victimes :
- Charles Muhr[30], (Neuve-Église), marié depuis 18 mois et père d'un enfant; ils le placent devant sa maison et lui brûlent la cervelle en présence de sa femme.
- Augustin Pierrot[30], membre du conseil municipal, président du conseil de fabrique, père de cinq enfants en bas âge. On l'arrache de son habitation, on le frappe à coups de crosse, et on l'assassine à coups de sabre et de pistolet.
- Antoine Siffer[30] (Neuve-Église), père de six enfants, rentrait des prés la houe sur l'épaule et fumant sa pipe. Les dragons le poursuivent à coups de pistolet. Le pauvre diable les supplie de lui faire grâce. On le hache littéralement à coups de sabre. Sa veuve, en voyant le cadavre mutilé, devient folle et meurt peu de temps après.
- Jacques Houttmann, âgé de 45 ans, père de cinq enfants, demande ce qu'on lui veut et veut s'échapper; on le fusille sur-le-champ.
- Son frère, Jean-Baptiste Houttmann[31] (Saint-Pierre-Bois) parvient à gagner la forêt; on tire sur lui au hasard, il disparaît. Deux jours après, on le trouve mort, littéralement criblé de balles. Il laisse quatre enfants en bas âge. Les deux veuves sont sans aucune fortune ; l'une d'elles est morte peu de temps après minée par le chagrin.
- André Zimmermann[31] (Saint-Pierre-Bois), âgé de 59 ans, avait passé la nuit du 17 au 18 dans la forêt. Pressé par la faim, il rentre chez lui; une sentinelle l'aperçoit, l'ajuste et lui envoie une balle dans le bas-ventre ; il meurt quelques heures après.
- Charles Houttmann[31], assassiné le 18/08/1870 à Saint-Pierre-Bois (45 ans)
- François Otzenberger[32], assassiné le 19/08/1870 à Thanvillé (37 ans)
- Laurent Schaeffer[32], assassiné le 19/08/1870 à Thanvillé (55 ans)
- Augustin Senentz[32], assassiné le 19/08/1870 à Thanvillé (54 ans)
- Médard Kobloth[33] (Reichsfeld), âgé de 27 ans, se trouve dans l'auberge ; on tombe sur lui, il se réfugie dans la cour, où il est fusillé.
- Célestin Wagner[33], assassiné le 18/08/1870 à Reichsfeld (29 ans). Il regarde défiler les Badoi, et se tient tranquille dans son champ; son camarade lui crie : « Gare ! on nous vise, baisse toi. — Non, dit-il, c'est impossible. Il Au même instant, il tombe mort, frappé d'une balle.
- Joseph Eymann[34], assassiné le 17/08/1870 à Triembach-au-Val (34 ans)
- Antoine Glock[35] (Saint-Maurice), âgé de 42 ans, père de quatre enfants, avait conduit sa femme et ses enfants dans la forêt; en retournant au village, il est arrêté par les Badois, placé contre un mur et fusillé sans autre forme de procès.
- Maximilien Duffner, âgé de 57 ans, père de quatre enfants, sort de la cave, remonte l'escalier pour entrer dans son habitation. Un soldat l'aperçoit et lui envoie une balle qui lui fracasse le coude. Cette blessure amène sa mort dans la huitaine, parce que, pendant toute l'occupation du village, on empêche la famille de chercher un médecin à Villé.
- Jean Baptiste Kubler[36] (Villé), père de famille, se dirigeait vers Saint-Maurice ; rencontré par les dragons, il est haché à coups de sabre et meurt dans la nuit.

On mentionne également le nom de Jean-Baptiste Lunsch mais il est décédé bien avant le début du conflit dans les registres de décès de Neuve-Église.
D'autres victimes sont mentionnées dans la Revue Alsacienne :
- Joseph Claude, jeune homme de 25 ans, est blessé grièvement.
- Une femme de 40 ans rentre de la rivière où elle venait de laver son linge, elle reçoit un coup de sabre sur la tête qui lui ouvre le crâne.
- Joseph Fluck, un pauvre tisserand, chemine tranquillement sur la route de Villé pour chercher du pain; il est blessé grièvement; transporté à Villé chez la veuve Heitzmann, il reste plusieurs jours entre la vie et la mort et ne se remet que plusieurs mois après.
- Joseph Marschall, domestique chez un commissionnaire de Sainte-Marie-aux-Mines, veut éviter les dragons; il prend un chemin de traverse avec sa voiture, quand soudain il se trouve en face des soldats ; il se réfugie au milieu de ses chevaux, reçoit cinq coups de sabre sur la tête et sur le bras droit qui est depuis paralysé. Trois balles de pistolet lui sont restées dans le corps. Pour en finir, on le jette dans la rivière sans oublier de piller sa voiture, chargée de cretonnes et d'autres étoffes.
- Ernest Vonderscher, père de onze enfants, reçoit trois balles dans le corps dont l'une lui traverse le poumon et des coups de sabre. Il se remet cependant, mais une main lui est restée raide.
- A Villé, devant la brasserie Vonderscher, un voiturier de Colroy-la-Grande est tué raide ; c'était un pauvre père de famille.
- Bernard Meyer est arrêté, lié et jeté dans la rivière au pont d'Erlenbach. Pendant qu'il se débat dans l'eau, les dragons s'amusent à tirer dessus. Le malheureux a le bon esprit de ne plus bouger, et attend que ses meurtriers partent, puis revient à Villé, tout couvert de sang. Là, une femme charitable coupe les cordes et bande ses blessures.
- Joseph Sirlinger[37] d'Andlau, tonnelier, vieillard de 65 ans, portant une longue barbe blanche, travaillait dans les champs avec son fils; en passant, les soldats tirent sur lui, une balle lui entre dans le dos et sort de l'autre côté ; il meurt trois jours après.

### La grande guerre 1914-1918
En août 1914, les soldats bavarois ont menacé d'incendier, à l'exemple de Saint-Maurice, le village de Thanvillé.

### La Deuxième Guerre mondiale
Pendant la Seconde Guerre mondiale, les soldats français et plus particulièrement les officiers siégeaient dans le château qui faisait aussi office d'hôpital militaire. Les goumiers, soldats nord-africains, siégeaient quant à eux dans la grange située à côté du moulin. Un peu plus tard, pour la libération de l’Alsace, des soldats américains séjournèrent eux aussi dans la grange à côté du moulin.

## Politique et administration

### Liste des maires
| Période                                  | Période  | Identité       | Étiquette | Qualité |
| ---------------------------------------- | -------- | -------------- | --------- | ------- |
| Les données manquantes sont à compléter. |          |                |           |         |
| mars 2001                                | mai 2020 | Francis Adrian |           |         |
| mai 2020                                 | En cours | Patrick Buhl   |           |         |

## Population et société

### Démographie
L'évolution du nombre d'habitants est connue à travers les recensements de la population effectués dans la commune depuis 1793. Pour les communes de moins de 10 000 habitants, une enquête de recensement portant sur toute la population est réalisée tous les cinq ans, les populations de référence des années intermédiaires étant quant à elles estimées par interpolation ou extrapolation. Pour la commune, le premier recensement exhaustif entrant dans le cadre du nouveau dispositif a été réalisé en 2006.

En 2022, la commune comptait 621 habitants, en évolution de +2,99 % par rapport à 2016 (Bas-Rhin : +3,17 %, France hors Mayotte : +2,11 %).
| 1793 | 1800 | 1806 | 1821 | 1831 | 1836 | 1841 | 1846 | 1851 |
| ---- | ---- | ---- | ---- | ---- | ---- | ---- | ---- | ---- |
| 249  | 215  | 250  | 307  | 352  | 448  | 401  | 406  | 386  |

| 1856 | 1861 | 1866 | 1871 | 1875 | 1880 | 1885 | 1890 | 1895 |
| ---- | ---- | ---- | ---- | ---- | ---- | ---- | ---- | ---- |
| 391  | 391  | 437  | 422  | 397  | 360  | 377  | 401  | 367  |

| 1900 | 1905 | 1910 | 1921 | 1926 | 1931 | 1936 | 1946 | 1954 |
| ---- | ---- | ---- | ---- | ---- | ---- | ---- | ---- | ---- |
| 358  | 368  | 346  | 303  | 302  | 309  | 282  | 269  | 284  |

| 1962 | 1968 | 1975 | 1982 | 1990 | 1999 | 2006 | 2011 | 2016 |
| ---- | ---- | ---- | ---- | ---- | ---- | ---- | ---- | ---- |
| 310  | 332  | 344  | 407  | 442  | 449  | 544  | 596  | 603  |

| 2021 | 2022 | - | - | - | - | - | - | - |
| ---- | ---- | - | - | - | - | - | - | - |
| 609  | 621  | - | - | - | - | - | - | - |

## Culture locale et patrimoine

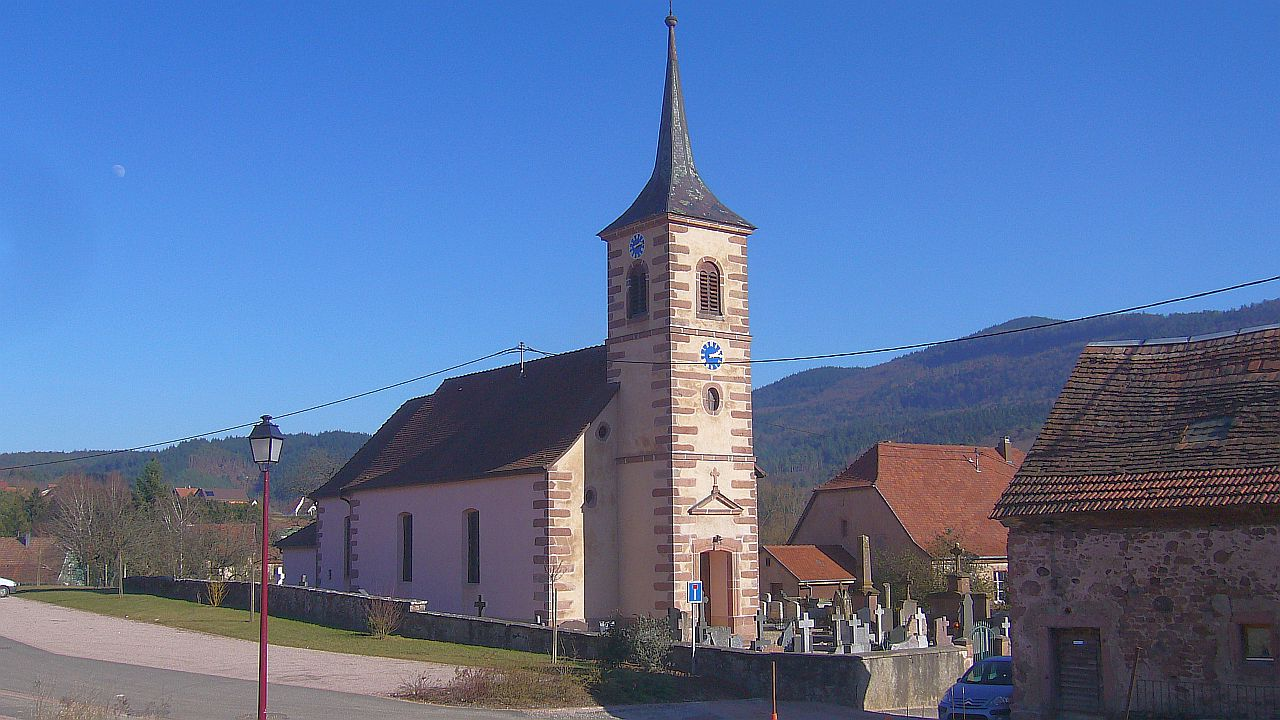
La partie nord de l'église Saint-Jacques de Thanvillé.

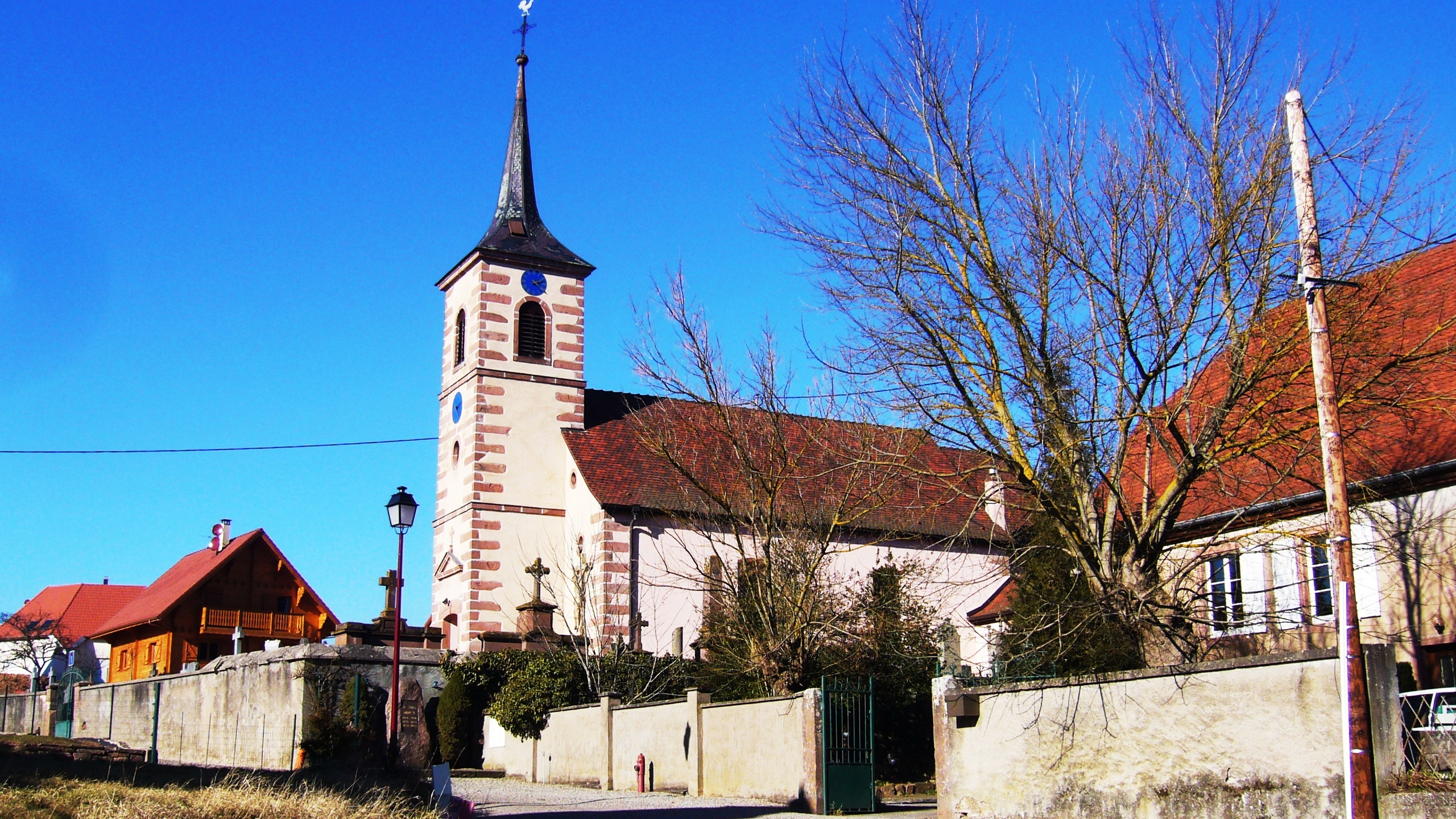
Partie sud de l'église Saint-Jacques de Thanvillé.

### Lieux et monuments

#### Église Saint-Jacques
L'église se trouve curieusement un peu à l'écart du village et proche de l'agglomération de Saint-Pierre-Bois. À l'angle droit, côté est, une pierre du chaînage porte la date de 1719. Cette année-là l'ancienne chapelle est agrandie ; en 1784, sur le même emplacement, est construite l'église actuelle. Dans le mur gauche du chœur, on relève un oculus rectangulaire, grâce auquel se réalisait « la communion de tous les fidèles, des vivants et des morts, dans la prière et la foi ». Un second oculus a été dégagé en 1976.
La première messe est célébrée en 1784 dans la nouvelle église dont l'aménagement intérieur a été refait. Le bâtiment est caractéristique du style de l'époque : une tour-clocher, avec des chaînages d'angle pour rompre la monotonie, de forme carrée (environ 4 m X 4) et qui s'élève sur trois étages, dont le dernier reçoit les cloches, bénies le 20 juillet 1884. Celles-ci sortent des fonderies Causard de Colmar. La grande cloche est dédiée à saint Jacques, patron de la paroisse. Réquisitionnée en 1917 par l'occupant, elle a été refondue en 1925. Une inscription rappelle (traduction) que « cette cloche doit sonner pour les vivants et les morts ». La seconde cloche est dédiée à saint Joseph[Lequel ?]. L'église renferme un petit orgue de 10 jeux, construit en 1833 par Joseph Stiehr, restauré en 1989 par Daniel Kern.

#### Chapelle Notre-Dame

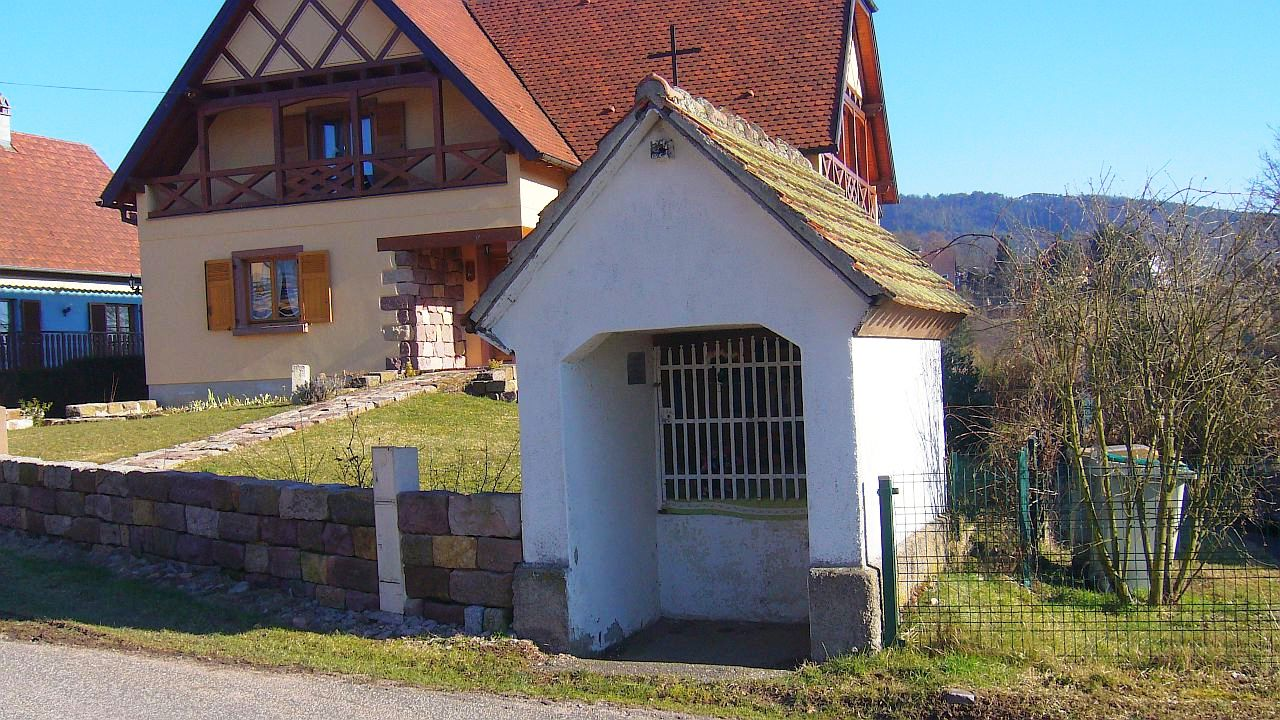
Chapelle Notre-Dame à Thanvillé.

Cette chapelle construite avec le soutien financier des époux Xavier Flecksteiner et sa femme Marie Verdun a été édifiée au XIXe siècle. Elle se trouve un peu à l'écart du village en allant vers le nouveau lotissement.

#### Bois polychrome de lacrucifixion
Ce panneau se trouve à l'intérieur de l'église Saint-Jacques et représente une crucifixion sur fond gaufré, dont la partie supérieure est décorée de moulures gothiques. Autour du crucifié se trouve Marie et saint Jean. Cette œuvre fait partie de l'art propre à la région rhénane. Elle provient probablement de la chapelle du château et semble avoir appartenu à un retable, dont il manque les panneaux latéraux mobiles.

#### Statue du Sacré-Cœur

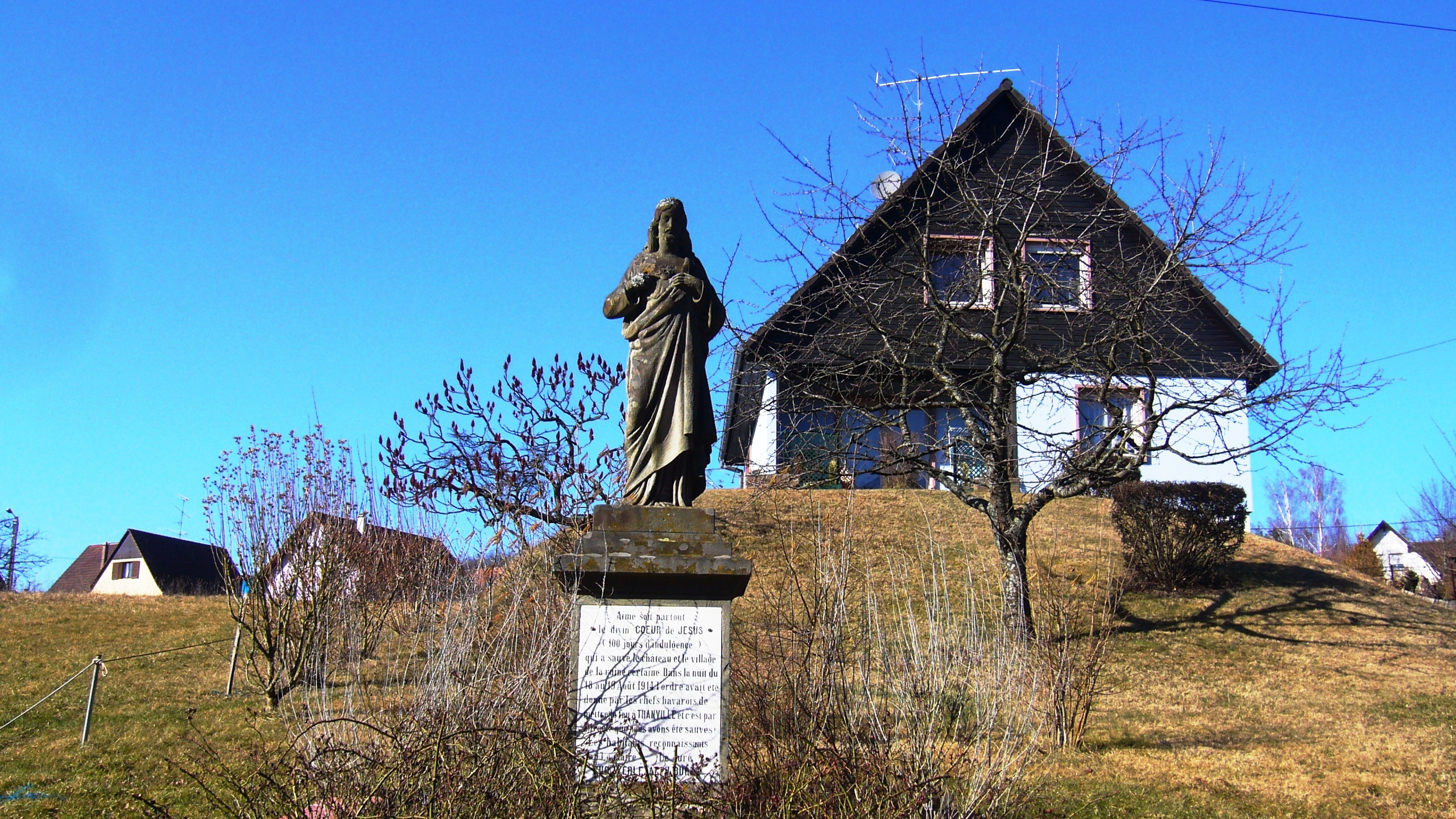
Statue du Sacré-Cœur.

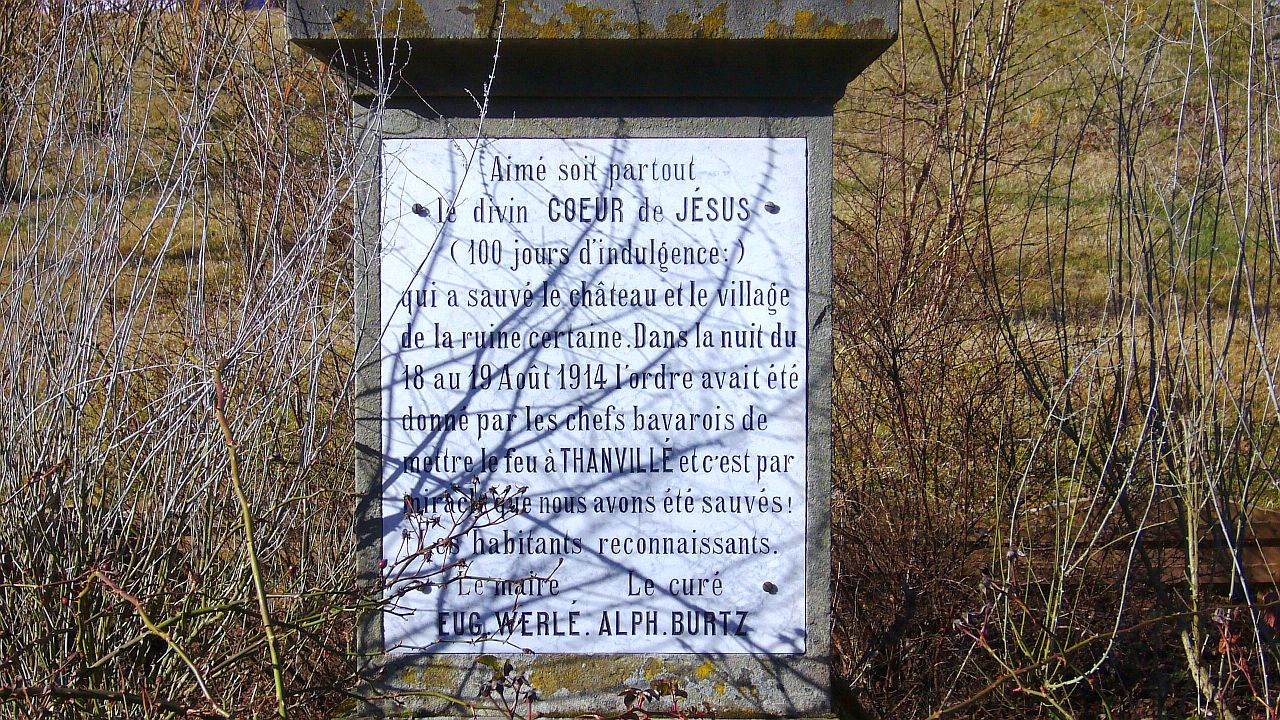
Épitaphe se trouvant au bas de la statue du Sacré-Cœur de Thanvillé.

En quittant le village de Thanvillé, et avant de pénétrer à Saint-Pierre-Bois on peut observer sur le bord de la route un monument dédié au Sacré-Cœur. Il a été édifié et financé par les habitants de Thanvillé en signe de reconnaissance au Sacré Cœur pour avoir préservé le village de la destruction. Selon l'épitaphe qui se trouve au bas de la statue, l'ordre avait été donné par le chef bavarois dans la nuit du 18 au 19 août 1914 de mettre le feu au village, y compris au château. Cet ordre n'avait pas été exécuté et la population, le maire et le curé de Thanvillé ont estimé qu'il s'agissait d'un geste de la divine providence. C'est donc à la suite de ce fait considéré comme miraculeux que la population de Thanvillé a demandé qu'on élève une statue du Sacré Cœur en signe de reconnaissance pour avoir épargné le village. L'épitaphe est signée par le maire et le curé de l'époque, Eugène Werlé et Alphonse Burtz.

#### Statue de la Vierge
Cette statue est située dans les rochers au lieudit Galgenrain, en pleine forêt, au-dessus du château de Thanvillé. Érigée en 1870 à la suite d'un vœu du vicomte Théodore de Castex, la réalisation demanda des trésors d'imagination. Démunie d’argent pour restaurer le château, il implorait le ciel, promettant de le remercier, s'il lui trouve un généreux mécène. C'est Armand Gachon, sculpteur de l'époque à Villé qui est chargé de monter l’imposante statue de la Vierge en 1895. Le chemin menant à la statue a été longtemps difficilement accessible. Couvert de végétation le sentier a été nettoyé par une association du village permettant un meilleur accès à la statue. C'est une habitante de Saint-Maurice  qui se charge actuellement de l'entretien de la statue. Tous les ans à l'occasion du l'Assomption les paroissiens des églises de Saint-Maurice et de Thanvillé se rendent sur les lieux en procession.

#### Ancienne école duXVIIIesiècle
L'ancienne école du village est située un peu à l'écart de l'agglomération à proximité des maisons de la rive droite du Giessen. Elle possède de nombreuses et grandes fenêtres.

#### Vanne hydraulique
À la hauteur de Thanvillé, le vallon du Giessen permettait au Moyen Âge d'irriguer les vastes prairies. Le châtelain y avait fait installer avant le XVIIIe siècle, un réseau servant à la fois à capter l'eau et à alimenter en eau les douves du château. Cette ancienne vanne des XVIIIe et XIXe siècles  est toujours visible avant l'entrée du village.

#### La croix Dontenville-Henrich

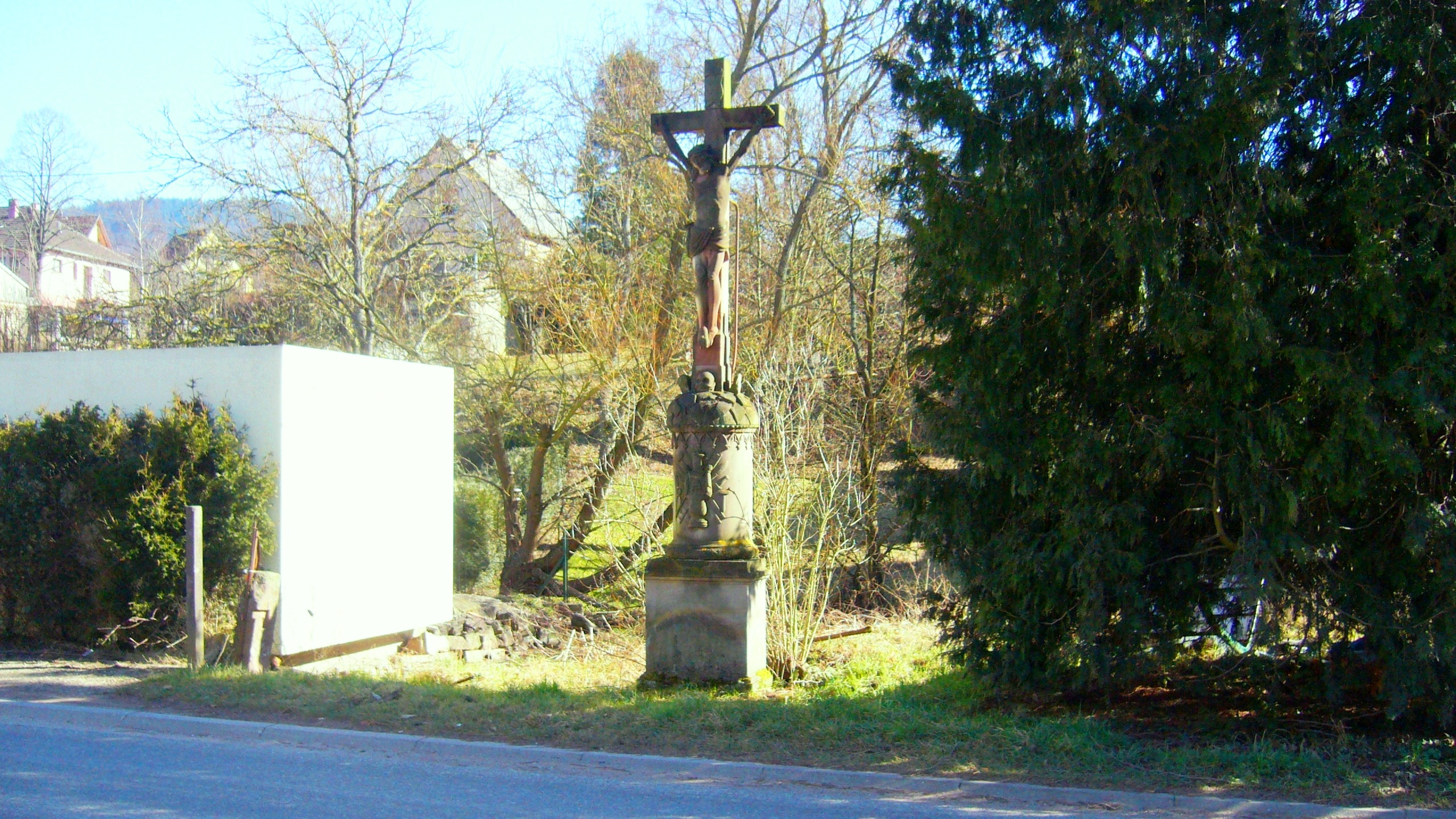
Croix Dontenville-Henrich (1843).

Croix érigée en 1843 par le couple Sébastien Dontenville (1er pluviose An II-4 décembre 1868) et Marie Anne Heinrich (28 Vendémaire An IV-9 mars 1856), natifs de Thanvillé, qui est située au bord de la D 253 à 100 mètres du croisement avec la route du Sel.

#### La croix Joseph Reibel

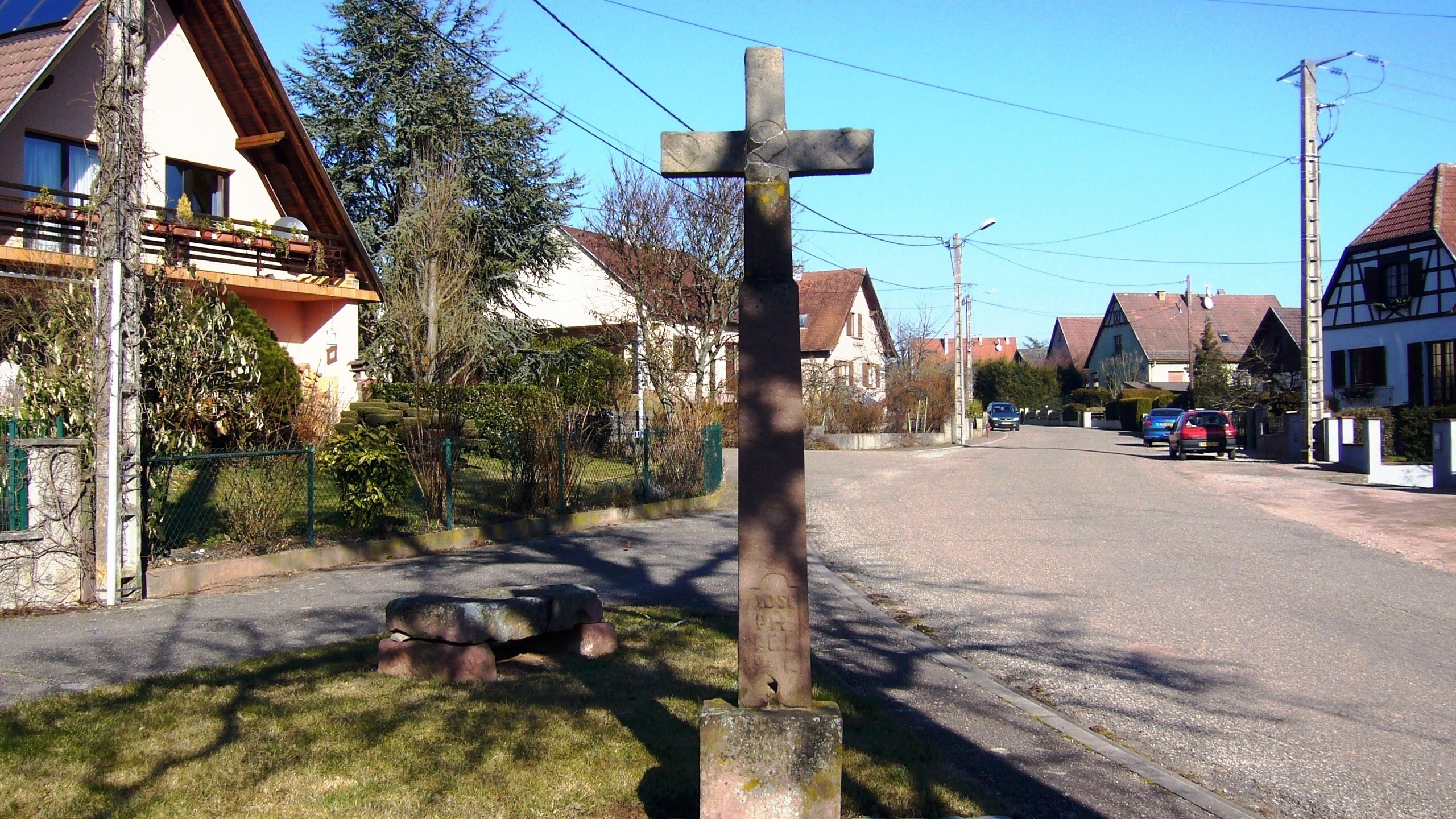
Croix Joseph Reibel.

Cette croix date probablement du début du XIXe siècle et est située à l'entrée du lotissement. Elle a plusieurs fois été accidentée.

#### Croix du curé Sprentz
Située au fond du cimetière, dont le Christ est taillé de façon originale. Sur le fût, au-dessous d'un décor baroque s'inscrit la date 1735.

#### Tombe de Bertrand Pierre de Castex
Cette sépulture qui se trouve dans le cimetière derrière l'église renferme la tombe de Bertrand Pierre de Castex (1771-1842) général d'Empire originaire de Pavie, dans le Gers. Il devient châtelain du village en épousant la dernière descendante de la famille de Dartein, également établie en ce lieu. La colonne du monument présente le blason des Castex surmonté de la couronne de vicomte. Le cimetière de Thanvillé comporte également une série de huit tombes appartenant aux familles de Dartein et de Castex[Lequel ?], les seigneurs du château de Thanvillé, dont les armoiries figurent sur les deux premiers tombeaux. La cinquième tombe est celle de Bertrand Pierre de Castex, général d'Empire qui a épousé la dernière descendante de la famille de Dartein. Sur la colonne du monument, on retrouve le blason des Castex surmonté de la couronne du vicomte.

#### Cimetière militaire allemand

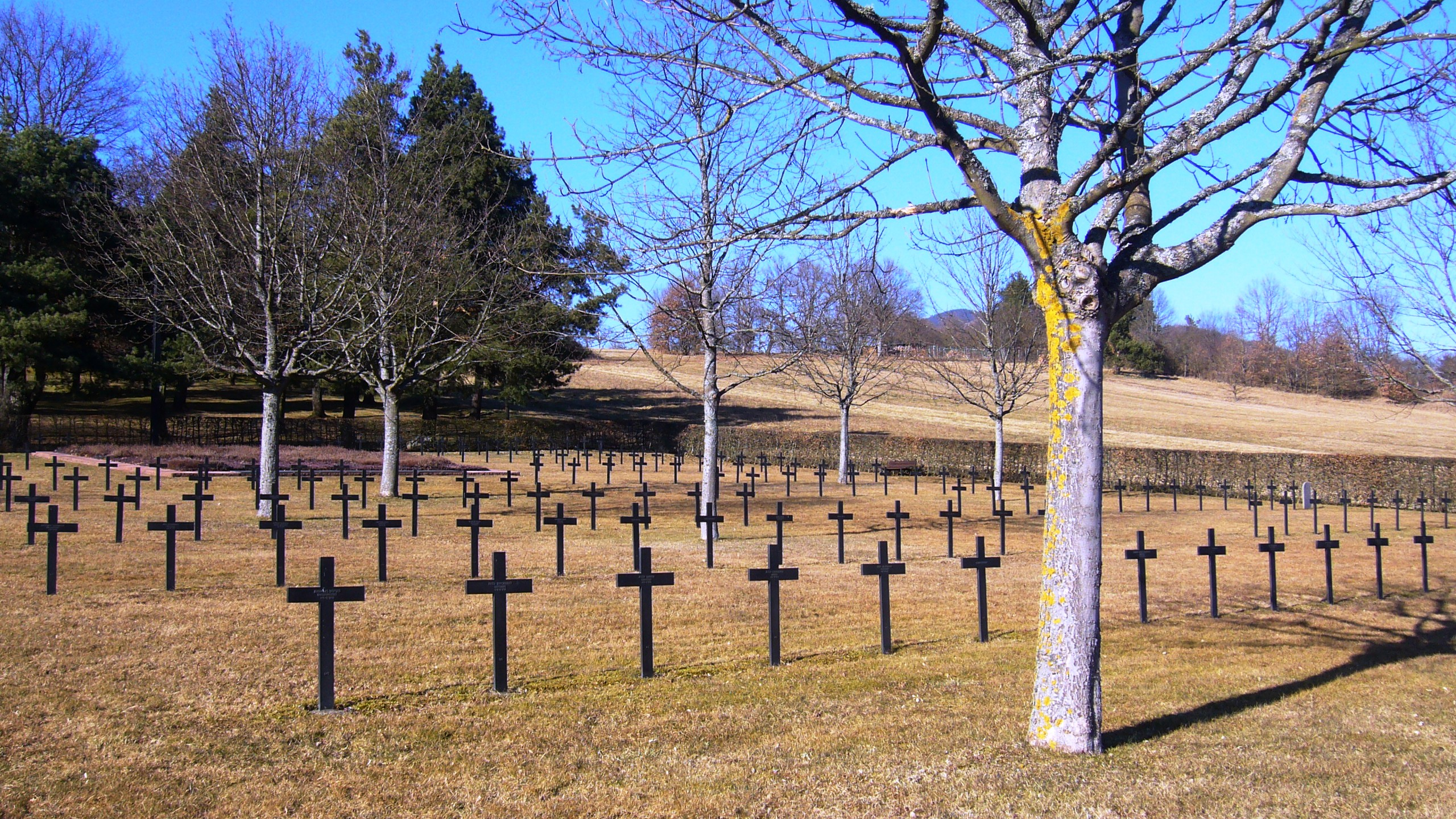
Cimetière militaire allemand.

Dans ce cimetière qui se trouve sur les hauteurs de l'agglomération, reposent 645 soldats allemands. Bon nombre de soldats inhumés en cet endroit ont été victimes des combats dans la région du 18 août 1914 et de ceux d'avant la libération de la vallée en 1918.

#### Château de Thanvillé

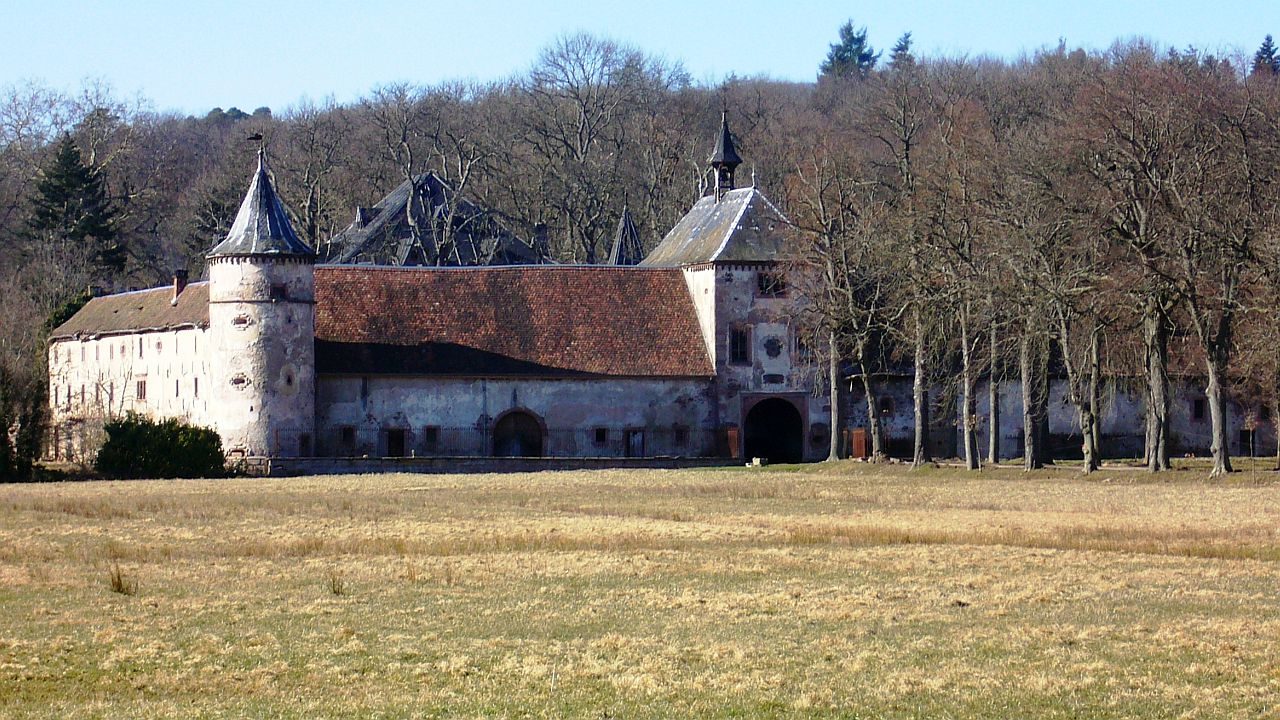
Château de Thanvillé.

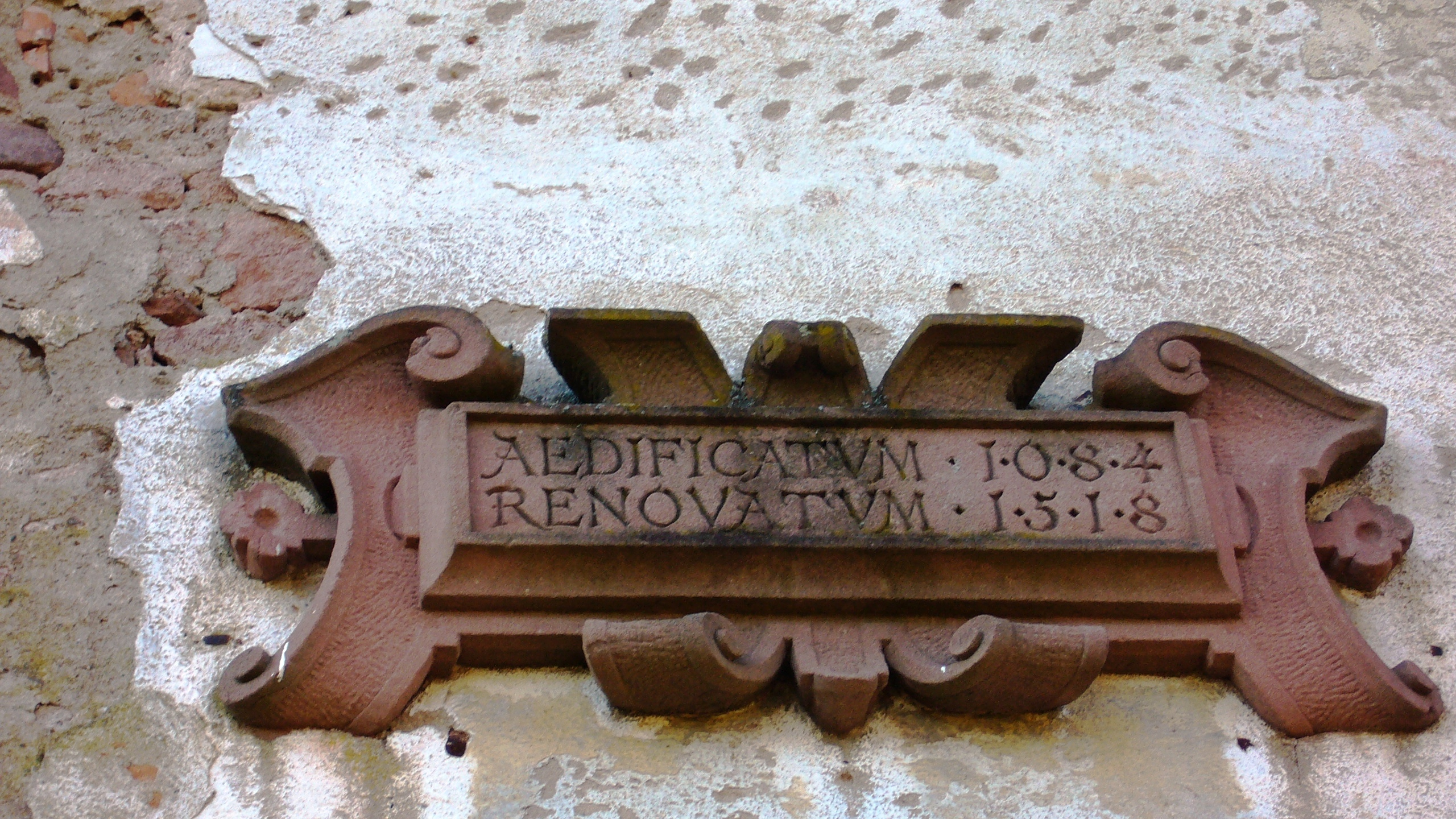
Inscription en latin au-dessus du porche d'entrée du château - « Édifié en 1084 - Rénové en 1518 ».

Situé à proximité de la D 424, voie de passage obligé dans le Val de Villé, le château de Thanvillé ne passe pas inaperçu aux yeux des automobilistes ; ils découvrent, dans une vallée vosgienne, un château de plaine jadis entouré d'eau (Wasserburg). Cette demeure seigneuriale est un castel du XVIe siècle reconstruit au XVIIe siècle. À l'origine une forteresse bâtie au XIe siècle s'élevait à cet emplacement et surveillait l'entrée de la vallée et l'antique route du Sel. L'histoire de cet édifice est difficile à cerner - comme d'ailleurs celle du village - et il reste à ce jour de nombreuses zones d'ombre. Une certitude cependant: en 1089, un château est en chantier à Thanvillé. Qui le construit ?  le comte Hugo d'Eguisheim-Dabo qui à cette époque, est l'avoué des biens de Moyenmoutier dans le Val de Villé; or Thanvillé, Saint-Pierre-Bois et Hohwarth font, à ce moment-là, partie de ces possessions. Que devient ce bâtiment ? On n'en sait rien : la lecture des archives n'apporte aucun éclaircissement pendant plusieurs siècles, ce qui paraît étonnant.
La première construction du château de Thanvillé

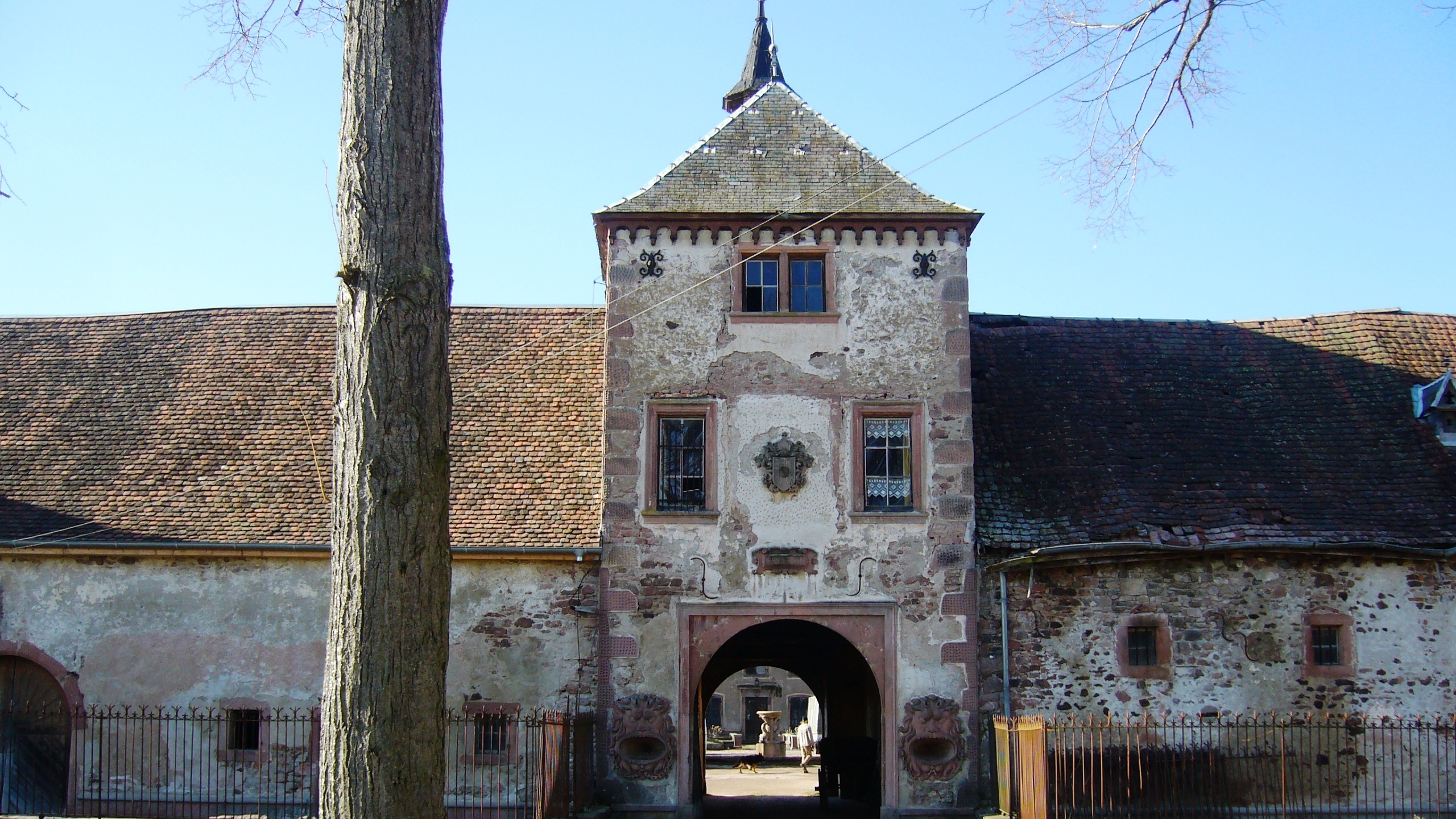
Porche d'entrée du château de Thanvillé.

Gérard d'Alsace, premier duc héréditaire de la maison de Lorraine, était mort depuis 1070. Son fils Thierry se vit disputer sa succession par un de ses parents, Thierry, fils de Louis de Montion ou Mousson et Sophie de Bar. Thierry réunit des partisans dans la noblesse de Lorraine qui avait eu des démêlés avec Gérard d'Alsace, ce qui se solda par une guerre civile qui se termina à l'avantage de Thierry de Lorraine. Ce fut à la suite de cette bataille, vers 1084 que les partisans de Thierry de Bar construisirent une forteresse à Thanvillé sur les terres appartenant alors à l'abbaye de Moyenmoutier. Les partisans de Thierry de Bar étaient le comte Hugo et ses parents, Fulchion et Vidric Vernula. Hugo était comte de Nordgau (Basse Alsace) et de Dagsbourg, il appartenait à la famille des comtes d'Eguisheim. Cette famille descendait de la famille des Etichons et possédait des biens dans le Val de Villé autour de Dambach et du château du Bernstein. Hugo fit élever une forteresse assez importante qualifiée de castrum par un  ancien chroniqueur. En sa qualité de descendant d'Etichon, le comte Hugo se trouvait parent du duc de Lorraine, mais par son mariage avec Mathilde, fille de Sophie de Bar et de Louis de Mousson, il était aussi le beau-frère de Thierry de Bar. Il se décida à prendre le parti de ce dernier contre Thierry de Lorraine. Mais la construction du château avait un autre but. L'Alsace et l'Allemagne connaissaient quelques soubresauts dus à la fameuse querelle des investitures, occasionnés par la lutte de l'empereur Henri IV contre le pape. Il existait alors deux empereurs, un pape et un antipape. Dans certains diocèses il existait souvent aussi deux évêques, et chacun ralliait à sa cause une partie de la noblesse. Bref on assista à une guerre civile. Le duc Thierry de Lorraine et l'évêque de Strasbourg, Othon de Hohenstaufen, prirent le parti de Henri IV. Le comte Hugo de Dagsbourg, secondé par son cousin, le duc Berthold de Zaehringen, resta fidèle au pape, et par son zèle mérita le surnom de « défenseur infatigable du Saint-Siège ». Malgré tous ses efforts il ne put empêcher le duc Frédéric de Hohestaufen de s'emparer de l'Alsace en 1086, et ce ne fut que deux années plus tard qu'il put tenter de reconquérir son comté de la Basse Alsace. L'évêque de Strasbourg, Othon, pressait alors vivement le siège d'un château nommé vulgairement "Cakibudi", et espérait s'en emparer avant la fin de l'année. Mais un matin le comte Hugo tomba à l'improviste sur les assiégeants, en fit un grand carnage et emmena prisonniers tous ceux qui ne s'étaient pas enfuis à la première alarme.

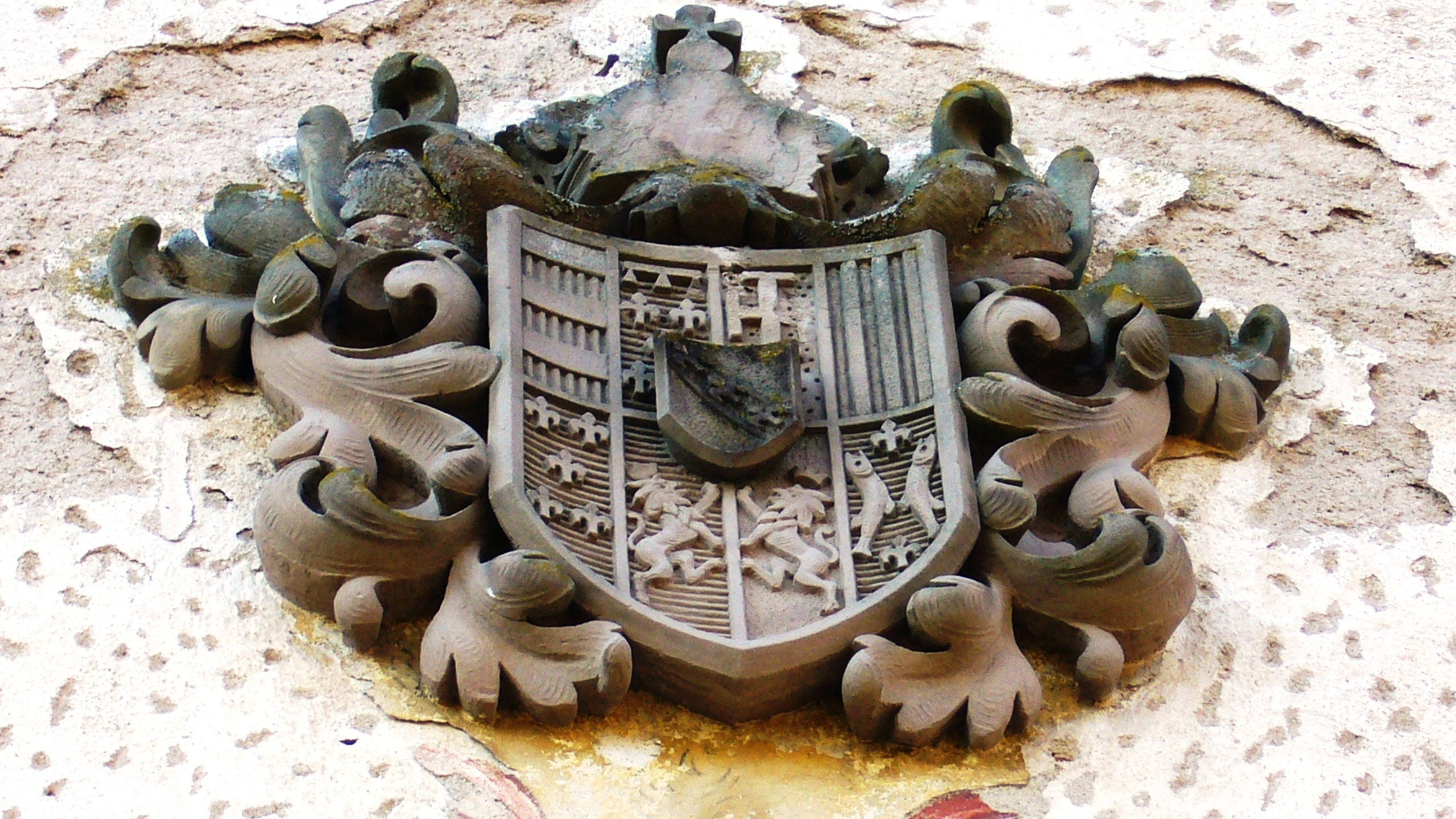
Motifs se trouvant au-dessus du porche du château de Thanvillé.

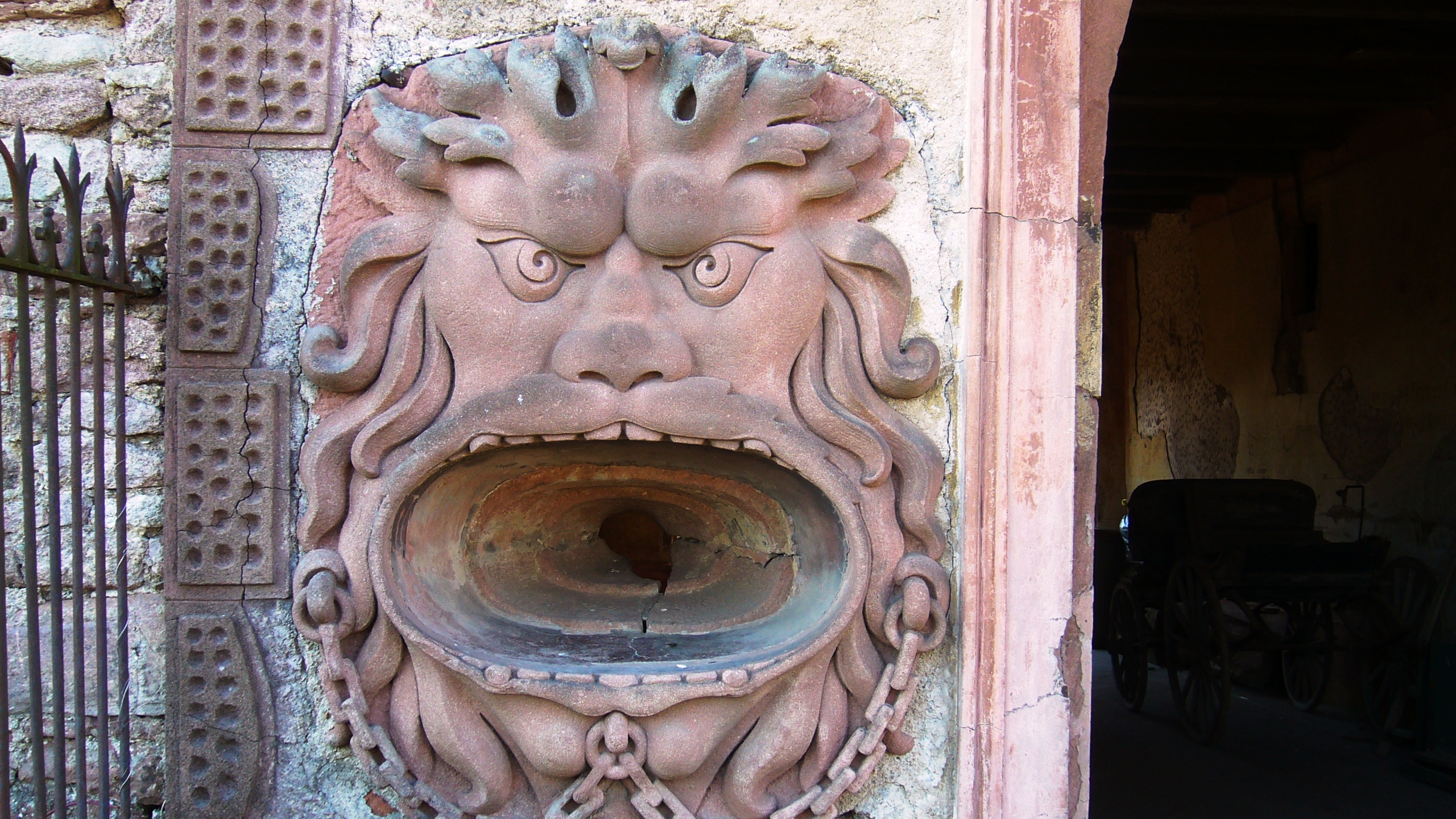
Motif d'une couleuvrinière rajouté au XIXe siècle à côté du porche d'entrée du château de Thanvillé.

L'évêque lui-même dut se sauver à peine vêtu, et se remit difficilement de cette mésaventure. Il décida de se venger en concevant un plan machiavélique. En septembre 1089, il invita le comte Hugo dans le château d'Halleim près de Strasbourg. Il s'y rendit sans méfiance. Après le repas, le prélat et le comte passèrent une partie de la nuit à discuter, puis ils couchèrent dans le même lit. Pendant son sommeil, Hugo fut assassiné par les serviteurs de l'évêque, et les quatre chevaliers qui l'accompagnaient eurent le même sort. Le comte Hugo ne laissant pas d'enfants, le château de Thanvillé fut pris et gardé par la famille noble alsacienne des Hattstatt, partisans de l'évêque Othon et de l'empereur Henri IV. Vers la fin de ces jours, le monarque voulut récompenser le dévouement des Hattstatt qui lui avaient toujours été fidèles, et leur accorda une charte pour leur seigneurie de Thanvillé. Le diplôme est daté de l'an 1104 et fut donné à Strasbourg. Dans ce titre, l'empereur Henri IV révoque tous les privilèges antérieurs contraires à ceux qu'il accorde, en réservant toutefois un droit au duc de Lorraine dans le Val de Villé, y compris celui d'établir et de lever les tailles. Il énumère ensuite tous les privilèges dont il gratifie tant les Hattstatt que leurs descendants ou successeurs. Parmi les privilèges évoqués, les plus significatifs furent les suivants : « défense est faite au duc de Lorraine  d'exiger, sans permission de l'empereur, la gabelle, la taille aux habitants de Thanvillé ». En cas de contestation, à l'intérieur de Thanvillé ou à l'extérieur, les seigneurs de Hattstatt ont obligation d'en informer les officiers impériaux et lorrains qui devront rendre dans les plus brefs délais la justice. Les seigneurs sont autorisés à se réfugier en temps de guerre dans les bourgs et forteresses de l'empire, défense est faite de les molester. La charte se termine en prononçant contre ceux qui désobéiraient à ces ordres, soit le bannissement et la confiscation des biens, soit une amende de 10 marcs d'or, dont la moitié pour le seigneur et l'autre moitié pour le fisc impérial. Elle ajoute que ces privilèges ont pour objectif que Thanvillé se multiplie et se remplisse de peuple.
Moyenmoutier espère encore récupérer Thanvillé

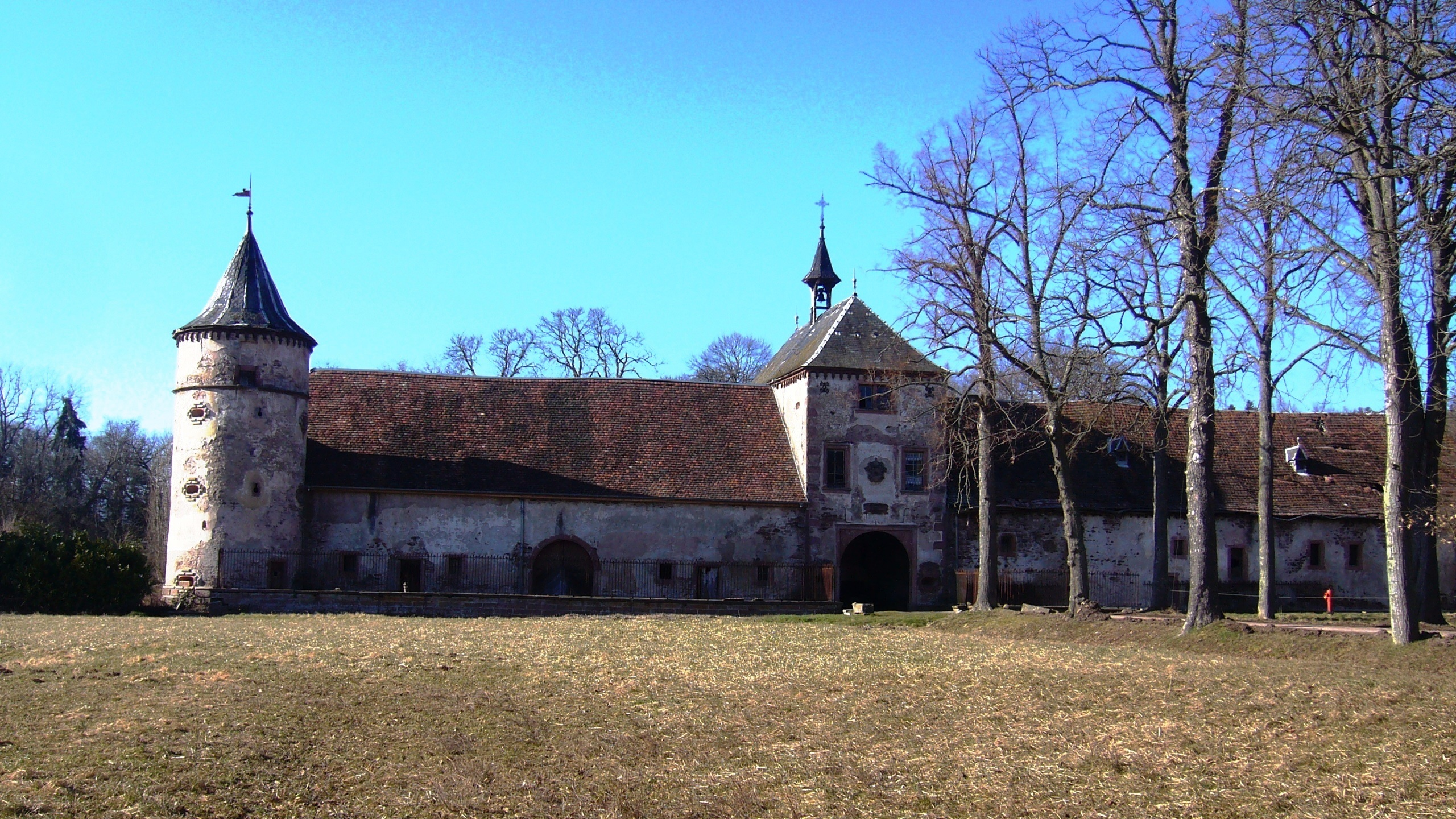
Aile gauche du château de Thanvillé.

L'abbaye de Moyenmoutier avait perdu tous ces droits à Thanvillé et sur la seigneurie. L'abbaye de Moyenmotier avait été assez maltraité par le comte Hugo malgré sa piété, sans doute parce qu'elle s'était placée sous la protection de son ennemi, le duc de Lorraine. Avec l'arrivée des Hattstatt la situation  n'a fait qu'empirer. Ayant été excommunié par le pape ils ne ménagèrent guère l'abbaye et agrandirent la seigneurie aux dépens des possessions ayant appartenu naguère à Moyenmoutier. Dès que le calme fut rétabli, l'abbé Bertrice s'adressa à l'empereur Henri V pour obtenir justice. Bertrice était fils du duc de Lorraine, Gérard d'Alsace et avait beaucoup d'influence. Aussi, en 1114, l'empereur Henri V lui accorda un privilège daté de Strasbourg, par lequel ce prince confirmait tous les droits et prétentions de l'abbaye de Moyenmoutier. Entre autres, il confirmait les droits sur les villages de Niedernai, Rorschwihr et Bergheim. Il ordonnait en outre qu'elle fut laissée en libre possession du franc-alleu de Thanvillé qui autrefois lui avait été donné par un homme de libre condition. L'ordre était formel, Thanvillé devait être restitué. Mais entre ces faits, Henri V fut excommunié. Il cessa dès lors de s'occuper des communautés religieuses et n'exigea probablement pas l'exécution des ordres donnés en 1114. De guerre lasse, Moyenmoutier semble alors renoncé à protester contre l'usurpation qui lui avait enlevée Thanvillé.
Dans une bulle datée de 1140, le pape Innocent II constate que Moyenmoutier ne possède plus à Thanvillé « qu'un prieuré et la dîme de ce franc-alleu ». Entre 1114 et 1140, la seigneurie de Thanvillé est définitivement constituée et est reconnue aux dépens de Moyenmoutier. Un château féodal remplacera dès lors la maison religieuse. Moyenmoutier ne conservera plus qu'un petit prieuré sous l'advocatie des seigneurs de Thanvillé. À la suite d'usurpation les biens de Moyenmoutier se réduiront en peau de chagrin. L'abbaye cessera d'y entretenir des religieux et se contentera de louer ses terres aux seigneurs de Thanvillé. En 1186, on retrouvera encore une mention des biens qu'Ebersmunster possédait au village de Saint-Maurice.
À partir du XIIe siècle le Val de Villé connaîtra une certaine prospérité due notamment aux couvents qui s'élevaient dans ce coin des Vosges. Sans compter le prieuré de Thanvillé, occupé par les bénédictins de Moyenmoutier, il y avait entre Thanvillé et Andlau un important couvent nommé Baumgarten. Construit en 1125 par Cunon, évêque de Strasbourg, il fut donné en 1153 à des moines de l'ordre de Citeaux et relevait de l'abbaye de Beaupré en Lorraine. À l'entrée de la vallée se trouvait le prieuré de Lièpvre fondé par Fulrad, chapelain de Charlemagne qui était une dépendance de la célèbre abbaye royale de Saint-Denis, près de Paris. Enfin, près de Villé s'élevait l'importante abbaye de Honcourt fondée dès l'an 1000 par le comte Werner d'Ortenberg.
Mais à côté de ces monastères, asiles de paix et de concorde, s'étaient élevées des forteresses qui sont souvent, attirèrent les calamités de la guerre dans la contrée. Plus ancien que le château de Thanvillé, le château d'Ortenberg avait été construit en l'an 1000, par ce même comte d'Ortenberg qui avait fondé Honcourt. Ce comte possédait une bonne partie de la vallée et son château fut au Moyen Âge le chef-lieu de la seigneurie de Villé.
Le château tombe en ruine
Vers la fin du XVe siècle Jean de Hattstatt qui appartenait à la branche des Kaysersberg s'appropria le château de Thanvillé sans le consentement du duc de Lorraine. Le château était tombé en ruine à la suite des guerres précédentes et ne pouvait plus soutenir un siège. Jean de Hattstatt y fit faire des réparations et fit valoir ses droits de sa famille sur la seigneurie de Thanvillé. Ces droits, disait-il provenaient de l'empereur Henri IV. Il demanda à l'empereur de lui délivrer une copie de la charte accordée à ses ancêtres. Le duc de Lorraine semble avoir reconnu la justesse de ses prétentions et au lieu d'employer la force, s'arrangea avec lui. Jean de Hattstatt vendit « la place et la seigneurie de Thanvillé » au duc de Lorraine pour 25 florins d'or à prendre sur la recette de Raon, rente rachetable pour 500 florins de même valeur. Mais Jean de Hattstatt eut des remords, et regretta d'avoir vendu Thanvillé et entreprit des démarches auprès du duc de Lorraine pour remettre la main sur le village et le château. Il commença par demander des lettres de recommandations au roi des Romains et à deux comtes palatins. Muni de ces lettres, il se rendit devant le duc René et lui adressa une requête pressante pour obtenir de lui, en fief, les maisons et villages de Thanvillé, avec tous les biens moyennant quoi il lui rendrait hommage et le considérerait comme son « homme féodal ».
Le château est détruit par un incendie
En 1571, un violent incendie détruisit « fortuitement » le château de Thanvillé et tout ce qu'il contenait fut brûlé en peu de temps ainsi que les archives de la famille de Widranges. Il ne resta plus que les quatre murs. Dans le même temps l'incendie détruisit aussi une partie du village. Cet incendie n'a donc rien de fortuit comme semblerait l'indiquer les archives. L'époque est propice à ce genre d'incident. On est alors au plus fort des guerres de religion. Le duc d'Aumale surveille les Vosges pour barrer la route aux renforts que les princes allemands envoyaient aux huguenots de France. Il y eut plusieurs engagements non loin du Val de Villé, il est donc probable que c'est à la suite de l'un d'eux que Thanvillé fut brûlé. Après ce triste évènement, Olry de Widranges ne voulant ou ne pouvant pas rebâtir le château se vit contraint de vendre les ruines, avec le reste de la seigneurie à Jean Friedrich de Wormbs, et il se retira à Nancy où il mourut le 17 octobre 1589. On ne possède pas de détails précis sur les antécédents de Jean Friedrich de Wormbs ; il ne lisait et ne comprenait que l'allemand et ne pouvait par conséquent n'être que d'origine allemande ou alsacienne. Il semble avoir fait partie, en ces temps troublés, d'un des chefs de bande qui vendait ses services au plus offrant. Anobli, le 22 mai 1571 par le cardinal Charles Ier de Lorraine, évêque de Metz, il avait épousé une Lorraine, Claude de Grammont, ce qui explique la raison pour laquelle il est venu se fixer à Rambervillers. Son véritable nom était Jean Friedrich, il y ajoutait tantôt celui de Wormbs, tantôt celui de Thanvillé.
Le 23 février 1572, Jean Friedrich prenait possession des villages, terres et seigneurie de Thanvillé abandonné par le duc de Lorraine. Au moment de prendre possession du château de Thanvillé, celui-ci était en piteux état. Non seulement le château et le village étaient détruits, mais il régnait une grande famine qui se prolongea durant six années ; le blé avait pourri sur pied, le vin était à peine buvable et la population en était réduit à manger du pain fabriqué à partir de glands et de son. Dans de telles conditions Thanvillé ne tarda pas à tomber dans la misère la plus totale. Bientôt il ne resta plus que huit bourgeois, fort misérables, qui vivaient au jour le jour du travail de leurs mains. En outre les archives ayant brûlées, il n'existait plus aucune preuve des anciens privilèges. Le premier soin de Jean Friedrich fut de s'adresser à Henry Melchior, secrétaire du duc de Lorraine, pour obtenir par son intermédiaire, copie de la charte de 1104. Dans cette lettre qu'il adressa au duc de Lorraine, il prétendait vouloir reconstruire le château dans l'état dans lequel il se trouvait avant l'incendie. Pour arriver à ce but, il demanda à être rétabli dans tous les privilèges accordés autrefois aux Widranges. Cependant les habitants furent totalement ignorés de l'exemption des aides.
Il est rebâti
Jean Friedrich rebâtit complètement le château. Il était assez riche, pour se permettre en plus de la reconstruction du château de prêter 1 300 écus d'or à l'abbé de Moyenmoutier. Il agrandit son domaine en échangeant avec l'évêque de Strasbourg la forêt du Latrein contre trois douzaines de fauconneaux. Il avait probablement ramené cette artillerie de ses guerres, elle servit à armer Saverne. Jean Friedrich ne put résider beaucoup à Thanvillé car il devait être au service du roi de France Henri III et était à la tête d'un régiment de deux mille lansquenets. Sa solde était de 233 écus par mois. En 1586, il fournit au duc de Lorraine le dénombrement de la seigneurie de Thanvillé.

### Personnalités liées à la commune
- Bertrand Pierre Castex (1771-1842)
- Théodore de Castex (1828-1898)
- Bertrand Maurice de Castex (1853-1931)
- Jean Friedrich de Wormbs
- Olry de Widranges
- Jean de Widranges
- François-Guillaume Friedrich de Tanviller
- François-Anne de Bazin de Chanlas
- Marie-Agnès de Coqfontaine
- Frédéric de Lort de Saint-Victor
- Charles-Frédéric de Lort de Saint-Victor
- Jean-Félix de Dartein
- Charles de Dartein (1881-1949). Aumônier des marins de la France libre passé par le Périgord et membre du réseau de Louis de la Bardonnie. Son itinéraire a été évoqué par l'historien Jean-Jacques Gillot dans l'ouvrage "Résistants du Périgord" et parmi 71 autres FNFL dans le bulletin de la Société historique et archéologique du Périgord (4e trimestre 2011).
- Pierre-Marie-Théodore de Castex
- Gérard de Castex
- Maurice de Castex

### Héraldique
| Blason de Thanvillé | Blason  | D'azur au cerf d'argent. |
| Blason de Thanvillé | Détails | Le blason est celui adopté par Jean Friedrich de Wormbs, baron de Wurmbser ou de Wormbs, colonel d'un régiment de lansquenets au service du roi de France, seigneur de Thanvillé. Il fit faire des travaux sur le château après que celui-ci eut été vandalisé en 1571 pendant la Guerre des religions. |